# Ferdinand Porsche
Ferdinand Porsche (Vratislavice nad Nisou, Imperio austrohúngaro, 3 de septiembre de 1875 - Stuttgart, Alemania, 30 de enero de 1951) fue un ingeniero automovilístico austro-bohemio, checoslovaco y alemán, fundador junto a su hijo Ferry Porsche de Porsche AG en 1931.
Porsche nació en una familia de alemanes de los Sudetes de Maffersdorf (hoy Vratislavice nad Nisou), Bohemia, que por entonces formaba parte del Imperio austrohúngaro. Su lugar de nacimiento es actualmente un distrito autónomo de la ciudad de Liberec (por entonces, Reichenberg), en la República Checa. 
Su creación más famosa fue el Volkswagen Tipo 1, aunque también creó el primer vehículo híbrido de gasolina-electricidad jamás registrado (el Lohner-Porsche), varios vehículos de competición ganadores de la Targa Florio incluyendo al Mercedes-Benz SS/SSK, y los automóviles de carreras de Auto Union a partir del proyecto P-Wagen. Así mismo, patentó la barra de torsión y el sistema de sincronización para cajas de transmisión manual más ampliamente usado en vehículos de producción en serie desde que se introdujera comercialmente en el Porsche 356 de 1952.
Como un importante contribuyente al esfuerzo bélico alemán durante la Segunda Guerra Mundial, Porsche estuvo involucrado en la producción de carros de combate como el VK 4501 (P), el Elefant (inicialmente llamado "Ferdinand"), un prototipo de Tiger I (que perdió el concurso frente al modelo de Henschel) y el prototipo de tanque superpesado Panzer VIII Maus, así como un prototipo de motor turborreactor que no salió de la mesa de dibujo. Porsche fue miembro del Partido Nacionalsocialista Alemán y oficial de las Schutzstaffel (SS) y recibió Premio Nacional Alemán de las Artes y las Ciencias, el Anillo de la Calavera (SS-Ehrenring) y la Cruz al Mérito de Guerra. Gran parte de esta información se conoce por documentos y evidencia pública, a pesar de la renuencia y encubrimiento de Ferdinand Piëch, su nieto, a revelar otros detalles de Ferdinand Porsche que incluyen el uso de mano de obra forzada durante la Segunda Guerra Mundial.
Por sus contribuciones a la industria automotriz, Porsche ingresó en el Salón Internacional de la Fama de los Deportes a Motor en 1996 y fue nombrado Ingeniero Automotriz del Siglo en 1999.

## Primeros años

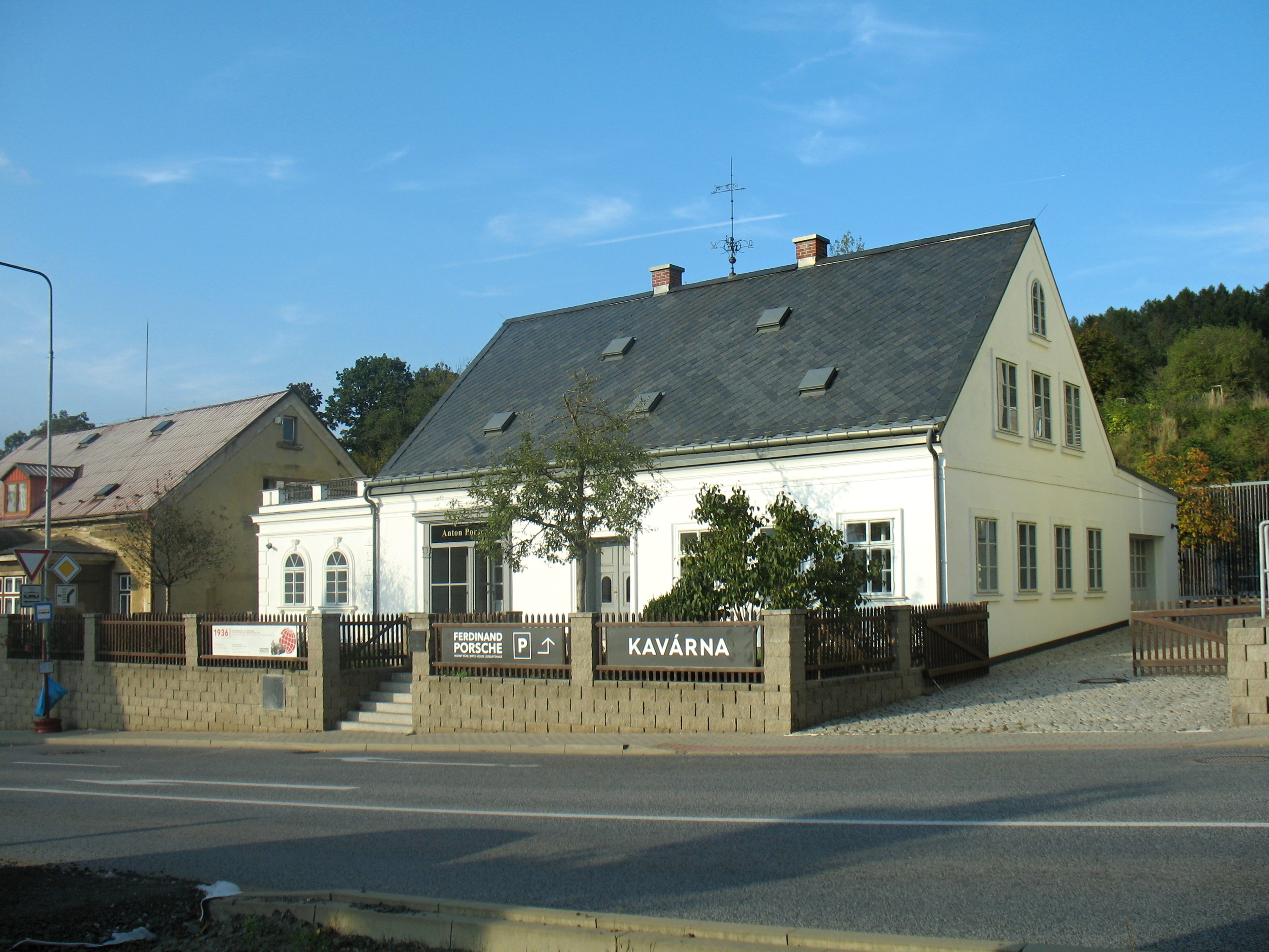
Casa natal de Ferdinand Porsche en Vratislavice nad Nisou

Ferdinand Porsche nació en Maffersdorf (hoy Vratislavice nad Nisou), en el norte de Bohemia, entonces parte del Imperio austrohúngaro y hoy un distrito independiente de Lieberec, en la República Checa; fue hijo de Anna Porsche (1850-1919, apellido de soltera Ehrlich) y de Anton Porsche (1845-1908), siendo Ferdinand el tercer hijo de sus padres . Su padre era un maestro fontanero y hojalatero (chapista).
Ferdinand mostró una gran aptitud para la tecnología y desde muy joven se sintió especialmente intrigado por la electricidad. Ayudaba a su padre en el taller, y a los 14 años ya hacía experimentos de electricidad a pesar de que esto no impresionaba mucho a su padre, lo que le llevó a crear su propio taller secreto.

### Béla Egger & Co
Gracias a una recomendación, Porsche consiguió trabajo en la empresa eléctrica Béla Egger & Co en Viena (más tarde Brown Boveri, ahora ABB), y se trasladó allí en 1893, a la temprana edad de 18 años. Mientras trabajaba en Viena, se matriculó como estudiante a medio tiempo en la Universidad Técnica Imperial de Reichenberg (actualmente la Universidad Técnica de Viena), a la que acudía siempre que podía después del trabajo. Aparte de asistir a esas clases, Porsche no completó ninguna educación formal en ingeniería.
Durante los cinco años que estuvo en Béla Egger & Co, construyó su primer motor eléctrico de cubo de rueda que patentó en 1896, y cuyo concepto había sido desarrollado por el inventor estadounidense Wellington Adams; Porsche también lo usó para competir en 1897.

### Jacob Lohner & Co
Porsche se incorporó a la fábrica Jacob Lohner & Co. ubicada en Viena (Austria) en algún momento entre 1897 y 1898, en el recientemente creado "Departamento de Coches Eléctricos", que producía carruajes para el emperador Francisco José I de Austria, así como para los monarcas del Reino Unido, Suecia y Rumanía. Jacob Lohner había iniciado la construcción de automóviles en 1896 bajo la dirección de Ludwig Lohner en el suburbio transdanubiano de Floridsdorf.
En 1899 lanzaron al mercado el Egger-Lohner C.2 Phaeton, del que Lohner hacía la carrocería y Egger el motor eléctrico (creado por Porsche cuando trabajaba allí). Erróneamente se le conoce como el Porsche P1, como si se tratase del primer vehículo de Porsche, pero no hay ninguna referencia de Ferdinand Porsche en el cartel promocional del vehículo. Se trataba de un carruaje con motor de gasolina que se convirtió a propulsión eléctrica con fines experimentales. El Egger-Lohner estuvo en el Museo Técnico de Viena hasta 2009, cuando fue adquirido por una persona anónima y posteriormente vendido a Wolfgang Porsche, que lo donó al Museo Porsche.
El Egger-Lohner era un vehículo similar a un carruaje propulsado por dos motores eléctricos situados en los cubos de las ruedas delanteras y alimentados por baterías. Esta configuración podía ampliarse fácilmente a tracción en las cuatro ruedas montando otros dos motores eléctricos en las ruedas traseras y uno de estos ejemplares de cuatro motores fue encargado por el inglés E. W. Hart en 1900, siendo el primer vehículo de tracción total en las cuatro ruedas. En diciembre de ese mismo año, el vehículo se exhibió en la Exposición Universal de París con el nombre de Toujours-Contente. Aunque este vehículo era un pedido único realizado con el propósito de competir y batir récords, sus 1.800 kg (4.000 lb) de baterías de plomo eran su gran debilidad: a pesar de tener una gran velocidad para su época, el peso de las baterías lo hacía lento para subir cuestas. Además, su autonomía se veía muy limitada.
Porsche, que seguía trabajando para Lohner, presentó el "Lohner-Porsche Mixte Hybrid" en 1901: en lugar de un enorme paquete de baterías, un motor de combustión interna construido por la empresa alemana Daimler accionaba un generador que, a su vez, accionaba los motores eléctricos de los cubos de las ruedas e instaló una pequeña batería de reserva. Se trata del primer vehículo híbrido de gasolina y electricidad del que se tiene registro. Como en aquella época no se disponía de engranajes y acoplamientos suficientemente fiables, optó por hacerlo híbrido en serie (EREV), una disposición que ahora es más común en las locomotoras ferroviarias diésel-eléctricas o turbo-eléctricas que en los automóviles. El vehículo se presentó al público en Viena como el primer automóvil sin transmisión.

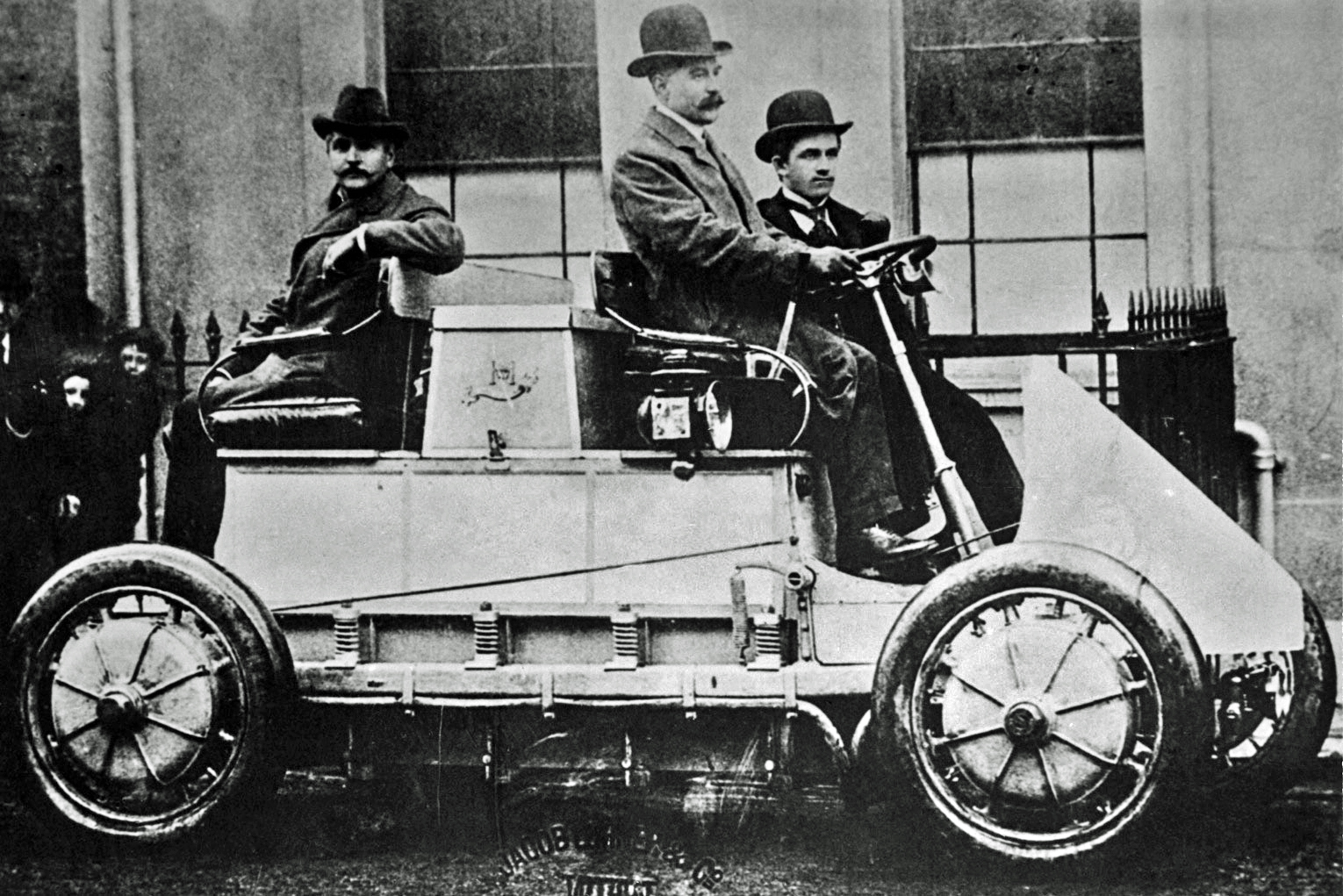
Lohner-Porsche, versión de carreras con tracción en las cuatro ruedas mediante motores eléctricos en los cubos de las ruedas

Los vehículos Lohner-Porsche (como también se llamó su sistema híbrido) alcanzaban velocidades de hasta 56 kilómetros por hora (35 mph), batieron varios récords de velocidad austriacos y también ganaron el Rally de Exelberg en 1901, con el propio Porsche conduciendo un híbrido de tracción delantera. Posteriormente fue mejorado con motores más potentes de Daimler y Panhard, que resultaron suficientes para obtener más récords de velocidad.
En 1902 fue llamado al servicio militar. Sirvió como chófer del Archiduque Francisco Fernando de Austria (príncipe heredero de Austria), cuyo asesinato fue el principal factor contribuyente del inicio de la Primera Guerra Mundial.
En 1905, Porsche recibió el Premio Pötting al ingeniero automovilístico más destacado de Austria por sus logros con el Lohner-Porsche.
Para 1906 se habían vendido más de 300 vehículos con el sistema Lohner-Porsche, siendo la mayoría de tracción en dos ruedas: camiones, autobuses y camiones de bomberos con tracción delantera o trasera. Se fabricaron algunos autobuses con tracción en las cuatro ruedas, pero no automóviles.

## Austro-Daimler y Primera Guerra Mundial

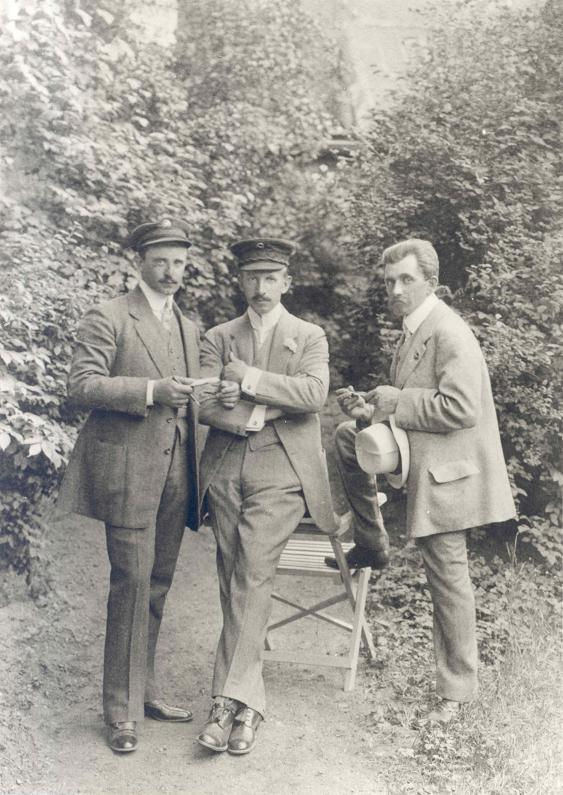
El "Equipo de Hierro": Schönfeldt, Fischer y Porsche (de izquierda a derecha)

En 1906, Österreichische Daimler-Motoren-Gesellschaft (DMG Austríaca ó Austro-Daimler) contrató a Porsche como Director de Desarrollo y Producción (Director Técnico) en Wiener Neustadt, tras retirarse de Lohner debido a que los proyectos de Porsche le resultaban demasiado costosos a la compañía, sucediendo en el cargo a Paul Daimler. Allí se ocupó del desarrollo de vehículos de pasajeros, motores de aviones y automóviles deportivos. Sus primeros motores para aeronaves aparecieron ya en 1908, permitiendo la propulsión del dirigible Perseval el año siguiente.
El primer vehículo Austro-Daimler creado por Porsche en tener un gran reconocimiento fue diseñado para participar en la carrera Prinz-Heinrich-Fahrt (Carrera del Príncipe Enrique) de 1910, llamada así por el hermano menor de Guillermo II, el Príncipe Enrique de Prusia, que ese año tuvo una extensión de 1.495 kilómetros desde Berlín hasta Bad Homburg. Ejemplares de este bólido aerodinámico de 85 hp (63 kW) ganaron los tres primeros puestos, uno de ellos con Heinrich Schönfeldt al volante y otro con el mismo Ferdinand Porsche, un automóvil que se conoció más con el sobrenombre de "Príncipe Enrique" que por su nombre de modelo "Model 27/80". También creó un modelo de 30 CV llamado Maja, en honor a la hermana menor de Mercedes Jellinek, Andrée Maja (o Maia) Jellinek.
Entre 1912 y 1913, Porsche desarrolló el "Tren eléctrico austrohúngaro" a partir de una idea del coronel general austriaco Ottokar Landwehr von Pragenau. Posteriormente pasó a llamarse "Tren Landwehr" ó simplemente se le conocía como "el tren eléctrico" y "Landwehr Zug". Su diseño era el de un tractor que incorporaba un sistema de propulsión híbrido gasolina-eléctrico basándose en sus primeros modelos, con un motor Type M12 de 6 cilindros y 70 kW (94 hp) conectado a un generador eléctrico. La electricidad producida por este generador se conducía a todos los vagones remolcados a lo largo del tren y alimentaba motores eléctricos dispuestos cada dos ejes. Con la ayuda de un sistema de dirección especial, cada uno de los remolques (hasta seis) seguía con precisión la trayectoria del automotor. De este modo, el tren también era adecuado para carreteras estrechas y sinuosas que atraviesan ciudades y para carreteras en las montañas. El tren podía circular por vías de ferrocarril al asegurar discos de acero atornillándolos a los neumáticos de caucho macizo. Cuando se utilizaba sobre rieles, podían acoplarse hasta diez vagones.
Porsche fue imprescindible durante la Primera Guerra Mundial (1914-1918) como director de la planta de armamento que funcionó en Austro-Daimler, en donde el Tren Landwehr se transformó en un tractor de artillería. En 1916 fue nombrado director general de Austro-Daimler y recibió un doctorado honorífico de la Universidad Técnica de Viena con el título "Dr. Ing. h.c." (una abreviatura de "Doktor Ingenieur Honoris Causa"); también recibió la Cruz de Oficial de la Orden imperial de Francisco José por sus servicios a Austria. En 1917 Porsche fue promovido a director general de Austro-Daimler.
En enero de 1918 estalló una gran huelga en el Imperio Austrohúngaro, a la que se unieron una gran parte de los 4500 trabajadores de Austro-Daimler que habían trabajado produciendo armamento, en oposición a la guerra que se estaba viviendo e inspirados por la Revolución Bolchevique. Un factor clave de la huelga fue la reducción a la mitad de la ración de harina. Porsche se reunió con los trabajadores y aceptó ir a Viena para hablar con el ministro de Alimentación. Sin embargo, su petición de que volvieran al trabajo fue ignorada y los obreros se manifestaron ante el Ayuntamiento. Allí se les unieron otros trabajadores de la fábrica de locomotoras, la fábrica de radiadores, la fábrica de aviones y las plantas locales de municiones de G. Rath y el Lichtenwörther. La asamblea pronto superó los 10.000 manifestantes y el alcalde llamó por teléfono al Volksernährungsamt, la oficina estatal que gestionaba el suministro de alimentos. Sin embargo, el ministro, el general Anton Höfer, sólo prometió reunirse con una delegación de los trabajadores. La huelga se extendió por todo el imperio y reunió a más de 700.000 trabajadores.

### Cambio de nacionalidad
En 1918 fue propuesto para ser investido como miembro de la nobleza, pero debido al fin de la monarquía de los Habsburgo no se avanzó en esta decisión. De hecho, Porsche había nacido como austrohúngaro y tras la separación de las naciones que componían el Imperio Austrohúngaro al finalizar la Primera Guerra Mundial (1914-1918) debió optar por una ciudadanía: eligió la checoslovaca; no sólo porque a ella correspondía su ciudad natal, sino también porque le permitía participar en exposiciones y carreras de automóviles en el extranjero sin los posibles impedimentos de otra opción de ciudadanía (la disolución del Imperio Austrohúngaro fue el origen de la Segunda República de Polonia, Yugoslavia, Eslovaquia, Austria, Hungría y Checoslovaquia). Más adelante, en 1934, Adolf Hitler y Joseph Goebbels nacionalizaron a Porsche como ciudadano alemán.

### Después de la Primera Guerra Mundial
Con el fin de la denominada Gran Guerra en 1918, Austro-Daimler volvió a dedicarse a la producción de automóviles, pero su situación financiera era compleja debido a un fuerte endeudamiento (el Tratado de Saint-Germain obligaba a la destrucción de todos los motores de avión que quedasen en existencia), y a los elevados precios de las materias primas como resultado de una alta inflación, teniendo que vender las acciones que tenía en la planta en Škoda e incluso solo logró subsistir gracias a que logró negociar una fusión con la fábrica de Fiat en Viena, lo que le permitió mantenerse a flote hasta 1922.
Fue en 1922 que Porsche construyó la serie de biplazas deportivos Sascha (nombrados en honor al Conde Sascha Kolowrat-Krakowski), para participar en la categoría de los 1100 cc de la Targa Florio de ese año, que por entonces era la carrera automovilística más importante que existía (no se había creado ni Le Mans, ni las Mille Miglia o las carreras de Gran Premio). Si bien la configuración ya era avanzada para su época por el pequeño tamaño y bajo peso, era el diseño de los motores de 1100cc lo que resultaba revolucionario, al ser de cuatro cilindros con ocho válvulas sobre cilindro (OHC) inclinadas y accionadas por engranajes cónicos, unos motores capaces de producir 50 hp, con lo que los Sascha podían alcanzar una velocidad máxima de 144 km/h (90 mph) y pesaban menos de 600 kg, es decir, tenían una relación peso potencia aproximada inferior a 12 kg/hp. Se enviaron tres ejemplares a la carrera Targa Florio de 1922 en Sicilia, acabando en el primer y segundo lugar en la categoría de 1100 cc, registrando velocidades promedio de 54 km/h tras completar los 432 km del recorrido (8 horas). Esta comparación es importante si se tiene en cuenta que el vehículo ganador de la Targa Florio de 1922 en su máxima categoría fue un Mercedes 115 PS Grand Prix (conducido por el Conde Giulio Masetti) que tenía un motor mucho más grande de 4500 cc y lo hizo con una velocidad promedio de 62.45 km/h (6 horas 55 minutos, o bien, solo recorriendo 7 km más cada hora que el Sascha).

## Daimler Motoren Gesellschaft (DMG) y Daimler-Benz

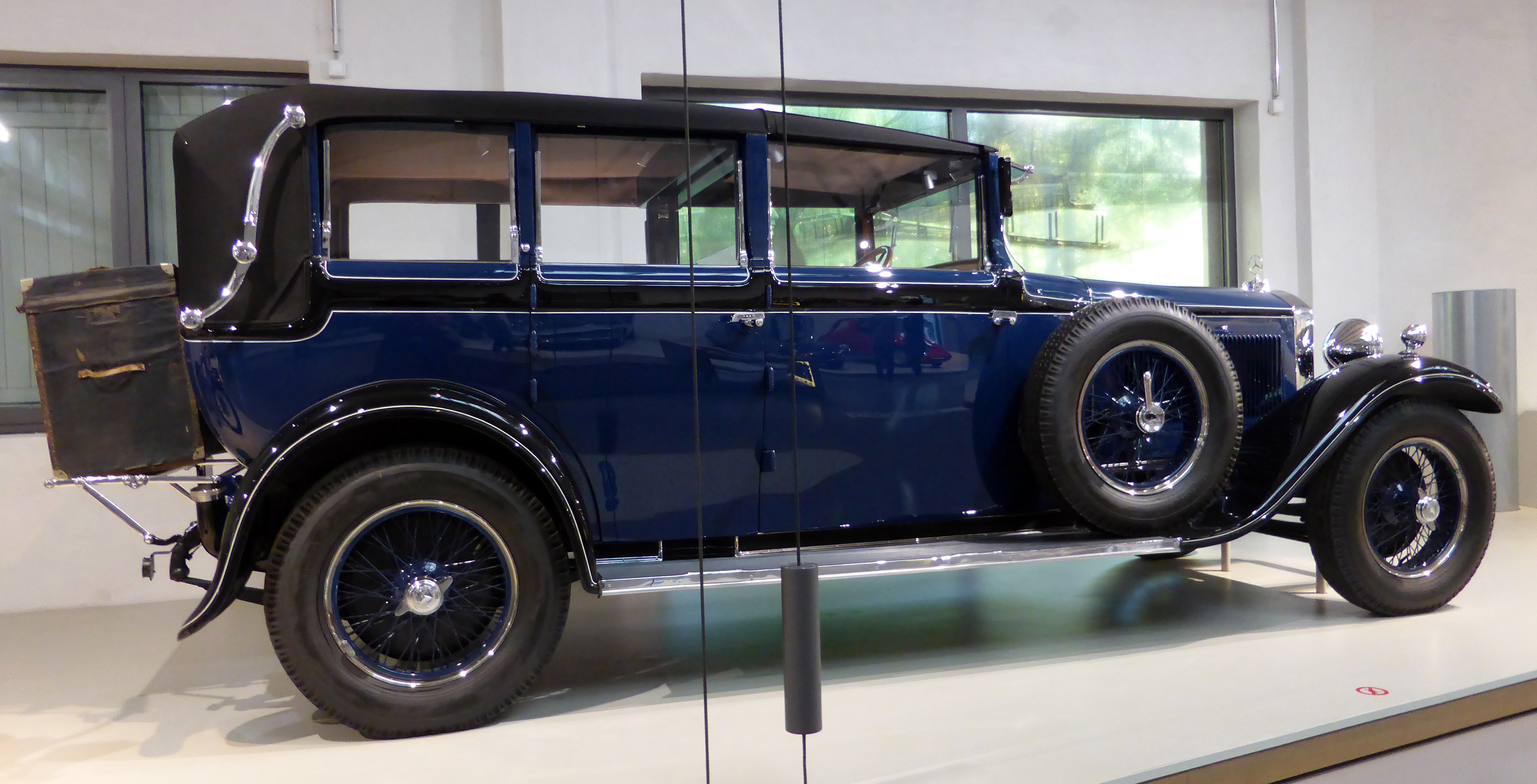
Mercedes-Benz Typ Nürburg 460, construido en 1929

1923 sería un año decisivo para Porsche, que dejó Austro-Daimler tras 17 años en la compañía, después de un recorte drástico de los fondos disponibles para el departamento de automóviles de competición. Esta decisión de Austro-Daimler se tomó debido a que la mayoría de sus acciones pertenecían al Banco Anglo-Austriaco (o Anglobank), siendo sus representantes los miembros del Consejo Administrativo, así que Porsche fue contratado directamente por Daimler Motoren Gesellschaft (DMG) en abril de ese año (Austro-Daimler era subsidiaria de DMG) como Jefe de Diseño y miembro de la Junta Directiva en Stuttgart, que ya era un importante centro de la industria automovilística alemana en ese momento.
Al trasladarse a Stuttgart en 1923, encargó a los arquitectos Paul Bonatz y Friedrich Scholer la construcción de una villa (más tarde conocida como la Villa Porsche) en Feuerbacher Weg 48/50, lugar cuya ampliación a finales de 1930 permitiría la fabricación de prototipos del "KdF-Wagen" en 1935 y 1936, nombre de proyecto inicial  que se convertiría en el Volkswagen Tipo 1 (Escarabajo).
En DMG se dedicó a seguir desarrollando la sobrealimentación de motores mediante compresores mecánicos (compresores volumétricos tipo Roots). Fue así que Porsche consiguió que vehículos configurados por él mismo siguieran ganando en la Targa Florio, ahora con los Mercedes producidos por DMG. El 27 de abril de 1924 (aproximadamente un año después de su llegada a DMG) el Mercedes Targa Florio sobrealimentado de 2.0 L con 4 cilindros y 168 hp llegó el primero, por delante de los Alfa Romeo, Hispano-Suiza y Peugeot; este vehículo se basó en el Mercedes Indianapolis de 1923 proyectado por Paul Daimler y su hijo Gottlieb, sin embargo la motorización estuvo a cargo de Porsche cuando ellos dejaron DMG. En reconocimiento a este logro, la Escuela Técnica de Stuttgart concedió a Porsche el doctorado honorífico en Ingeniería y más adelante el título honorífico de Profesor.
Ese mismo año, en 1924, debutó el Mercedes Monza, un deportivo de 2 litros sobrealimentado y diseñado por primera vez por Porsche como Jefe de Diseño en DMG, el primer Mercedes de 8 cilindros y 170 hp. Era difícil de controlar, y uno de sus pilotos, el Conde Louis Zborowski (de un equipo formado por Giulio Masetti, Alfred Neubauer y Max Sailer) perdió la vida el 19 de octubre de 1924 en el Gran Premio de Monza. Rudolf Caracciola ganaría con el Mercedes Monza el Gran Premio Alemán de AVUZ el 28 de junio del año siguiente.
Porsche participó en el desarrollo del Mercedes 24/100/140 CV (más tarde Mercedes-Benz Tipo 630) y, a partir de 1926, en los conocidos modelos de competición basados en la plataforma Mercedes-Benz W 06 (Tipo S), los Mercedes-Benz SS y Mercedes-Benz SSK de la nueva empresa Daimler-Benz, que dominaron las competiciones durante el resto de la década.
El tenso ambiente económico obligó a DMG a fusionarse con Benz & Cie en 1926, convirtiéndose en Daimler-Benz AG, cuyos productos empezaron a llamarse Mercedes-Benz (en vez de solo Mercedes). Este cambio era un movimiento empresarial que debilitaba la posición interna de Porsche, debido a que la fusión trajo a Hans Nibel, quien era el Jefe de Diseño de Benz & Cie (es decir, el mismo cargo que tenía Porsche en DMG), con lo que comenzaron a surgir diferencias de opinión en cuanto al tipo de automóvil y a los objetivos de Daimler-Benz. Porsche apostaba por la calidad suprema, la altas prestaciones y la última tecnología que se habían traducido en los grandes logros de Austro-Daimler y de Daimler en la Targa Florio, desde el Sascha hasta el Mercedes-Benz SSK sobrealimentado, pero la dirección de la empresa quería productos más asequibles, así como menores costes de producción e investigación. Porsche era un "diseñador intuitivo", librepensador y espontáneo, con un instinto técnico infalible, y se sentía cada vez más fuera de lugar en una empresa fuertemente jerarquizada. El acontecimiento que desencadenó su repentina salida no se produjo hasta el invierno de 1928: una diferencia de opinión sobre el Mercedes-Benz Tipo 8/38 de tamaño mediano terminó en una fuerte discusión en el patio exterior de los talleres de diseño. El resultado: un sombrero en la nieve y la dimisión de Ferdinand Porsche de Daimler Benz, a pesar de la crisis económica que ya se veía venir. Fue un momento incómodo y una decisión arriesgada para el Dr. Porsche, ya con 53 años de edad, quien era visto como un "perfeccionista difícil de emplear" debido a su falta de disciplina y a su fuerte temperamento.
Porsche compartía activos con DMG pero, tras el altercado, Daimler-Benz decidió no prorrogar su contrato a finales de 1928. Esto produjo una disputa legal que terminó con un acuerdo en 1930, en el que Porsche aceptaba su dimisión y Daimler-Benz renunciaba a pagar las obligaciones de Porsche.
Mientras se resolvía su situación en Daimler-Benz durante 1929, Porsche ya había ocupado el puesto de Director Técnico (Jefe de Diseño) en Steyr-Werke AG, donde diseñó el Type Austria de 8 cilindros y 100 CV. Sin embargo en Steyr Automobile se repetían algunas situaciones ya vividas por Porsche en Austro-Daimler, debido a que Steyr se había fusionado con Austro-Daimler en 1928. Esto incluía el reencuentro con varios excompañeros de Austro-Daimler y el que la empresa fuera propiedad de un banco que tomaba decisiones administrativas (el Instituto de Crédito para el Comercio y la Industria real e imperial de Austria o Creditanstalt) y esa Junta decidió favorecer la producción del Austro-Daimler ADR 8 que competía directamente en el mercado con el Steyr Type Austria. Al enfrentarse a una situación similar, en la que un banco decidía qué vehículo fabricar, Porsche decidió dejar su trabajo en Steyr a finales de 1929.

## Fundación de Porsche AG

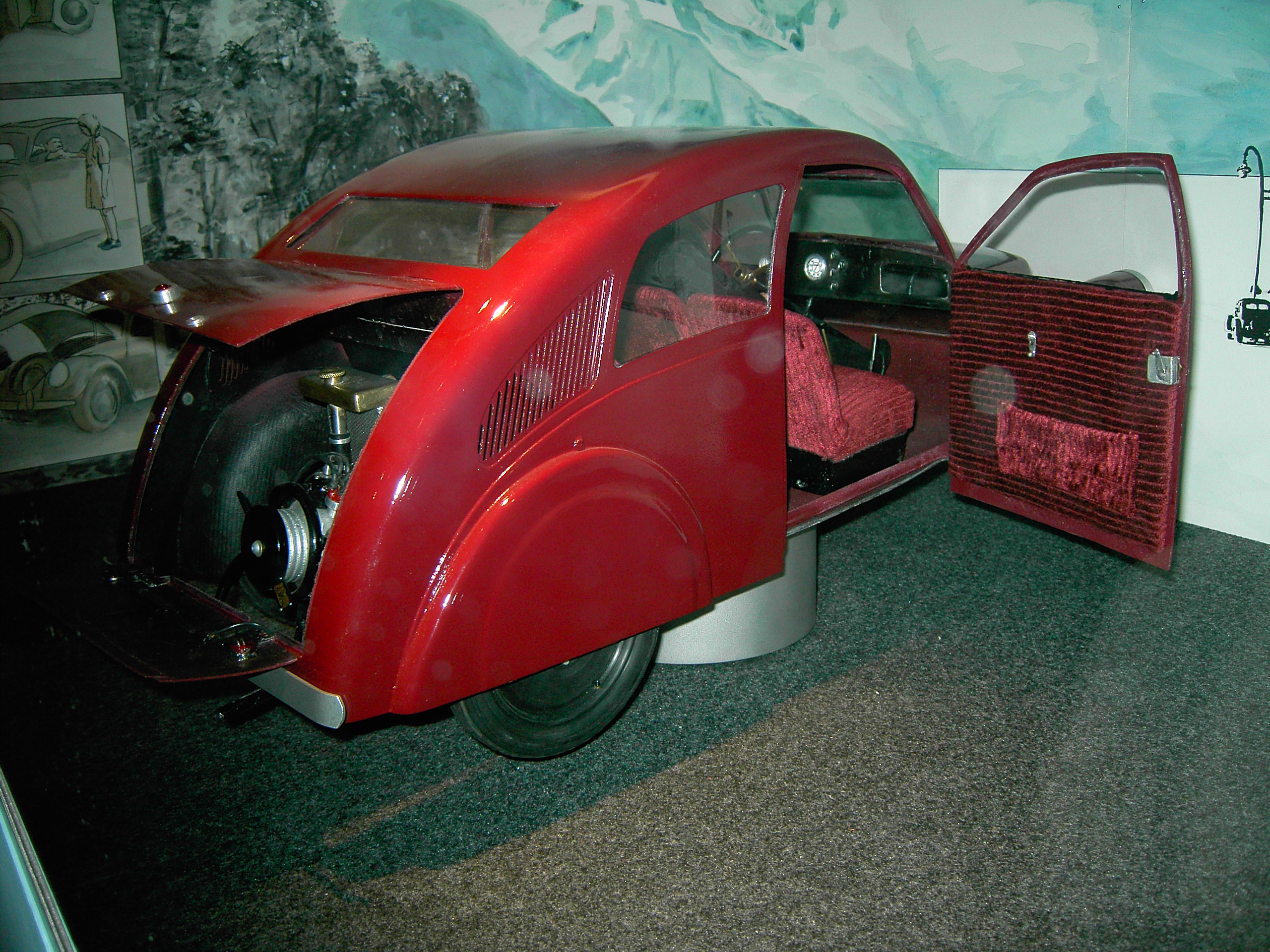
Porsche Tipo 12 (Zündapp), modelo reconstruido en el Museo de Cultura Industrial, Núremberg

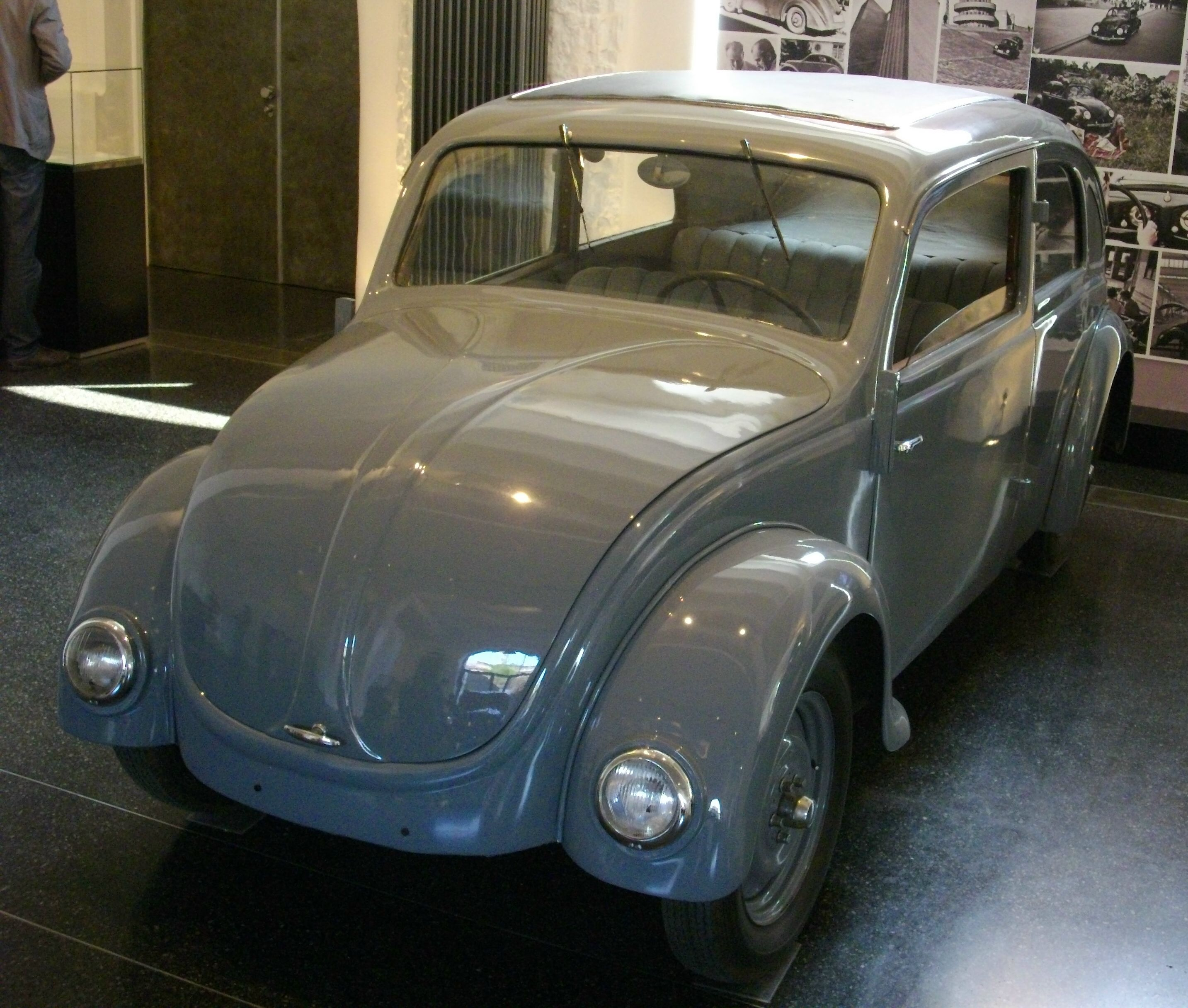
Prototipo del NSU Type 32 construido por Ferdinand Porsche en 1934 para NSU

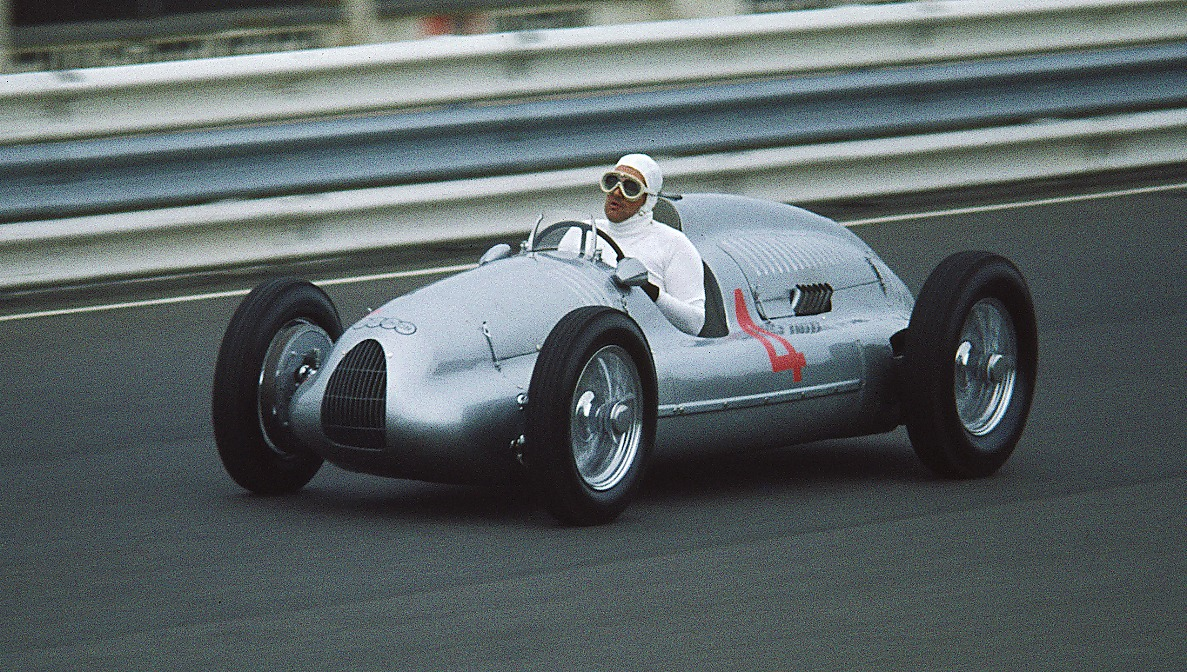
Auto Union Type D – Auto de carreras del Gran Premio de 1939

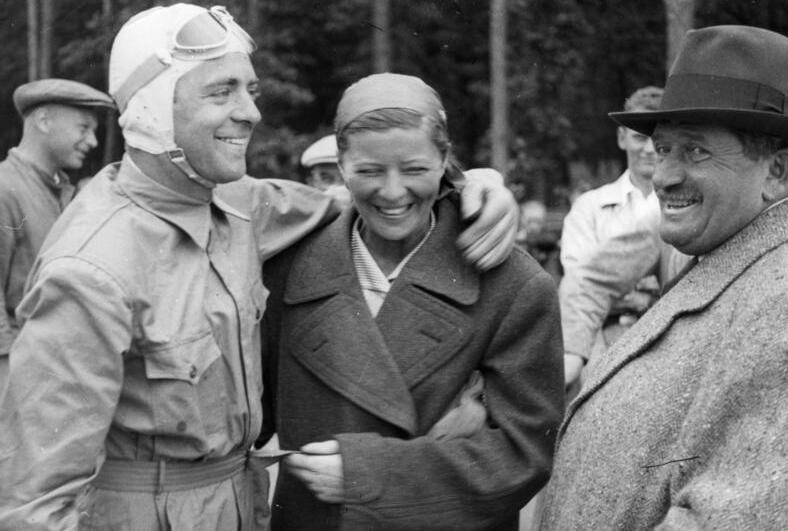
De izquierda a derecha: Bernd Rosemeyer, Elly Beinhorn y Ferdinand Porsche (1937)

El 1 de diciembre de 1929 Porsche regresó a Stuttgart y abrió una oficina de diseño que registró el 25 de abril de 1931 conocida como Dr. Ing. h.c. F. Porsche GmbH, Konstruktionen und Beratungen für Motoren und Fahrzeugbau (Dr. Ing. h.c. F. Porsche GmbH, Diseños y Servicios de Consultoría para motores y vehículos). Porsche poseía el 80% de la compañía; mientras que su yerno, el abogado austriaco Anton Piëch (esposo de su hija Louise desde 1928) tenía el 10%; y el piloto Adolf Rosenberger había aportado otro 10% del capital.
Porsche conformó un equipo de técnicos e ingenieros que incluían a su hijo y ahora socio Ferry (de 22 años), y a varios compañeros de trabajo de sus empleos anteriores, entre ellos:
- Karl Rabe, Jefe de ingeniería
- Karl Fröhlich, especialista en cajas de cambios/transmisiones
- Josef Kales, especialista en motores
- Josef Zahradnik, especialista en construcción de ejes

Empleados posteriores incluyeron a:
- Erwin Komenda, diseñador de automóviles
- Josef Mickl, especialista en aerodinámica
- Franz Xaver Reimspieß, ingeniero de motores

Adolf Rosenberger creía en el talento de Porsche y se aseguró de que la empresa sobreviviera a pesar de la falta de pedidos y de la inclinación de Porsche por hacer diseños costosos, aunque dejó la gerencia debido a falta de ingresos en enero de 1933, un mes antes del Salón del Automóvil de Berlín de 1933 (en el que Hitler anunció importantes programas para el automovilismo alemán), dejando en el cargo al barón Hans von Veyder-Malberg como nuevo Gerente Comercial.
Su primer proyecto fue el diseño de un automóvil de clase media para Wanderer (el Porsche Type 8). Porsche había comenzado el recuento de sus modelos con el número 7 porque no quería que Wanderer se enterara de que era el primero. Al Wanderer W22 (Porsche Type 8) le siguieron otros diseños por encargo.  Uno de ellos fue el Type 12, que era un desarrollo del concepto de automóvil pequeño de sus días en Daimler-Benz en Stuttgart. Financió el proyecto con un préstamo de su seguro de vida y más tarde Zündapp decidió ayudar a patrocinar el proyecto debido a que la compañía estaba trabajando en diseñar el "Automóvil para todos" (Auto für Jedermann), pero la empresa perdió el interés en el proyecto tras tener éxito con las motocicletas. El patrocinio pasó a manos de NSU y más tarde se diseñó el Porsche Type 32 de tamaño medio, que se planeó con un motor de 1000 cc. El prototipo tenía un motor radial de 5 cilindros y 1200 cc enfriado por agua. El modelo se perfeccionó y ya tenía muchas similitudes con el futuro Volkswagen Tipo 1: el Porsche de NSU también tenía un motor en disposición bóxer de cuatro cilindros refrigerado por aire en la parte trasera y la suspensión de barra de torsión patentada por Porsche en el Type 17. Sin embargo, estos vehículos no llegaron a fabricarse en serie debido a un costo de producción excesivamente elevado (especialmente del utillaje necesario para su producción en serie), por lo que los pedidos no resultarían muy lucrativos. Lo mismo ocurrió con la construcción de un turismo con motor de dos litros para viajes de media distancia, y NSU abandonó su interés en el Type 32.

### Auto Union
Ante la escasez de encargos de automóviles debido al delicado momento económico, Porsche fundó una empresa filial, Hochleistungs Motor GmbH (Motores de Alto Rendimiento GmbH), para desarrollar un automóvil de carreras para el que no tenía cliente. Basado en el Benz 1923 con motor central de Max Wagner, con un diseño aerodinámico Tropfenwagen o "de lágrima", el bólido del proyecto P-Wagen (la P significaba Porsche) se diseñó de acuerdo a las normas de la fórmula de 750 kg, con un motor de 4.4 L de 16 cilindros en V sobrealimentado. La principal restricción de esta fórmula era que el peso del vehículo sin conductor, combustible, aceite, agua y neumáticos no podía superar los 750 kg (1.650 lb).
Auto Union Gmbh, predecesora de la actual Audi, se creó en 1932 como resultado de la unión de cuatro compañías que se enfrentaban a graves dificultades financieras y eran propiedad de un mismo acreedor, el Banco Regional de Sajonia. Así, DKW, Horch y Wanderer conformaron Audi, con Klaus von Oertzen como cabeza de la Junta Directiva.
En el Salón del Automóvil de Berlín de 1933, el canciller alemán Adolf Hitler anunció su intención de motorizar la nación, de modo que en el futuro todos los alemanes tuvieran un automóvil o un tractor, y dio a conocer dos nuevos programas:
- El "automóvil del pueblo", que finalmente se convirtió en el KdF-Wagen
- Un programa de automovilismo patrocinado por el Estado, consistente en desarrollar una "industria automovilística alemana de alta velocidad", cuya base sería una suma anual de 500.000 ℛℳ que habían sido asignados inicialmente a Mercedes-Benz, con bólidos que compitieran en el Gran Premio de Alemania.

El piloto de carreras alemán Hans Stuck había conocido a Hitler antes de que se convirtiera en Canciller y, al no poder conseguir un puesto en Mercedes-Benz, aceptó la invitación de Artur Rosenberger de unirse a él, a von Oertzen (Auto Union) y a Porsche para dirigirse al Canciller con el fin de tener participación en el programa de automovilismo.
En una reunión en la Cancillería del Reich en 1933, Hitler acordó con Porsche que, por la gloria de Alemania, sería mejor que dos empresas desarrollaran el proyecto, por lo que el mandatario accedió a dividir el dinero entre Mercedes y Auto Union, con 250.000 ℛℳ para cada una, y además otorgar un premio adicional a la empresa que construyera el automóvil ganador. Esto molestó mucho a Mercedes-Benz, que ya había desarrollado su Mercedes-Benz W25, y dio lugar a un acalorado enfrentamiento tanto dentro como fuera de las pistas de carreras entre Mercedes-Benz y Auto Union durante el periodo que duró la competencia entre los vehículos de las dos empresas (que se conocieron como las Flechas de Plata debido al color empleado por los automóviles alemanes en las carreras internacionales), hasta el comienzo de la Segunda Guerra Mundial.
Tras obtener fondos estatales, Auto Union le compró a Porsche su división Hochleistungs Motor GmbH, incluyendo el proyecto P-Wagen por 75.000 ℛℳ, trasladando la empresa a Chemnitz. A medida que Porsche se involucraba más en la construcción de la fábrica de Wolfsburg del KdF-Wagen, fue pasando progresivamente los proyectos de carreras a su hijo Ferry. 
Estos hechos significaron que, tanto por el dinero obtenido de Auto Union por el P-Wagen, como por el plan de Hitler en sí mismo, Porsche pudo participar en los dos programas para movilizar a Alemania propuestos desde 1933 (el Kdf-Wagen y el P-wagen) y esto sentó un precedente para que fuera llamado a participar en otros proyectos para el Gobierno alemán durante la Segunda Guerra Mundial (1939-1945)

### Propuesta de traslado a Rusia
En 1932, una delegación rusa viajó a Stuttgart para conocer a Porsche, quien fue invitado por Iósif Stalin a la Unión Soviética. En un principio, no creyeron que se tratara de una propuesta en serio, de acuerdo con la autobiografía de Ferry Porsche, pero esta invitación tenía la intención de ofrecerle a Ferdinand Porsche un cargo directivo para la construcción de un automóvil popular, incluyendo su traslado a una villa al igual que el de toda su empresa y personal desde Stuttgart.
Stalin deseaba impulsar el desarrollo industrial en la Unión Soviética, que afrontaba una terrible crisis en 1932 por cuenta de la hambruna que estaba padeciendo el país. 
Tras considerarlo bastante, Porsche declinó la oferta, debido probablemente a que se sentía muy mayor para un traslado de esas características (tenía 56 años) y no entendía el ruso, de modo que manifestó estar muy concentrado en los proyectos en curso para competir en las pruebas de Gran Premio europeas.

## Volkswagen Tipo 1 y Comisión del Gobierno
En junio de 1934, Porsche recibió un contrato de Hitler para diseñar el coche del pueblo (o "Volkswagen"), como encargo de la Verband der Automobilindustrie (Asociación  de la Industria del Automóvil) del Reich, que abordó como una continuación de sus diseños anteriores que incluían al Type 12 de 1931 desarrollado para Zündapp, un modelo que a su vez contenía muchos de los elementos del diseño original del joven inventor Béla Barényi de 1925. Los dos primeros prototipos se completaron en 1935. A estos les siguieron varios lotes de preproducción entre 1936 y 1939. El diseño también era similar a los diseños de Hans Ledwinka en Tatra, particularmente el Tatra V570 y el Tatra T97. Esto dio lugar a una demanda contra Porsche alegando infracción de las patentes de Tatra relativas a la refrigeración por aire del motor trasero. El pleito se vio interrumpido por la Invasión Alemana de Checoslovaquia: varios años después de la Segunda Guerra Mundial, Volkswagen pagó una indemnización por el pleito y se le otorgaron varias patentes a Barényi y a Ledwinka.
Al programa se le denominó KdF-Wagen ó coche de la KdF (KdF proviene de Kraft durch Freude, ó Fuerza a Través de la Alegría, una organización adjunta al partido nazi), y según las especificaciones de Hitler debía tener un precio de venta inferior a 1000 ℛℳ.

### Salida de Adolf Rosenberger y Hans von Veyder-Malberg
El proyecto KdF-Wagen mejoró tanto la situación financiera para Porsche, que cambió la forma legal de su compañía a Sociedad Limitada en 1937.
Dos años antes, en 1935, muchas de las medidas de las leyes antisemitas de Núremberg estaban en curso y determinaban (en la práctica) que ningún cargo directivo en una empresa alemana podía ser ejercido por personas cuya religión ofendiera a la pureza de la raza alemana; Adolf Rosemberger era judío, y durante ese año había sido advertido varias veces de que podía ser un objetivo para la Gestapo. En estas circunstancias, el 30 de julio de 1935 vendió su 10% de participación en Porsche a Ferry, recibiendo los mismos 3000ℛℳ que había invertido inicialmente en 1931, y fue arrestado en septiembre. Para Rosenberger, quien no acusó por ello de antisemitas a Ferdinand o a Ferry, recibir lo mismo que invirtió cuando creyó en ellos a pesar de que el valor de su 10% había crecido considerablemente debido al contrato del KdF-Wagen, representaba el que los Porsche le habían comprado a bajo precio su parte y propiciado su salida de la empresa con el pretexto de ser judío, aunque Piëch y Ferry negaran dicha acusación. El barón Hans von Veyder-Malberg (su sucesor en el cargo de Gerente Comercial desde 1933) consiguió la libertad de Rosenberger, quien tuvo que pagar 40ℛℳ por la protección recibida el tiempo que estuvo detenido. Rosenberger intentó insistentemente (mediante su abogado) que Ferdinand Porsche garantizara su libertad o lo ayudara a proteger su vida por ser uno de los cofundadores de la empresa, pero se mostró muy ocupado en los preparativos para el Gran Premio de España disputado a las afueras de Bilbao. Rosemberger se vio obligado entonces a mudarse a Francia en septiembre de 1935, y a pesar de todo continuó trabajando como contratista para Porsche, siendo representante de la empresa en el extranjero, concediendo licencias de patentes Porsche en Francia, Inglaterra y Estados Unidos, y ganando un 30% de comisión en las ventas con un contrato vigente hasta 1940.
Sin embargo, en junio de 1938, recibió una carta del barón Hans von Veyder-Malberg en la que le informaba de que no podía seguir manteniendo su contrato por "órdenes superiores". La carta estaba fechada el 2 de junio, una semana después de que Hitler pusiera la piedra fundacional en la Fábrica de Volkswagen, rompiendo cualquier vínculo entre Porsche y su cofundador judío.
El barón Hans von Veyder-Malberg fue despedido como Gerente Comercial y de esa forma, la empresa pasó a ser propiedad únicamente de la familia Porsche: Ferdinand conservaba el 70%, Ferry tenía el 15%, Anton Piëch conservaba el 10% y su esposa, Louise Piëch (Louise Porsche), el 5%.
En 1937 Porsche no sólo estaba comisionado para desarrollar el "automóvil del pueblo" sino también el "tractor del pueblo" (Volkstraktor, el Porsche Type 110 que acabó convirtiéndose en el tractor Porsche-Diesel).

### Visita a Estados Unidos
Ferdinand Porsche viajó a Estados Unidos junto a su sobrino y secretario privado Ghislane Kaes, a bordo del buque SS Bremen, con el propósito de estudiar la fabricación de automóviles norteamericana para recabar información con vistas a la futura planta del KdF-wagen.
El SS Bremen partió de Bremen el 2 de octubre de 1936. Su primera escala fue en Southampton, Inglaterra. Antes de dirigirse al océano Atlántico, el barco hizo escala en Cherburgo (Francia). F. Porsche y G. Kaes embarcaron allí el 3 de octubre. De acuerdo con la lista de pasajeros, Ferdinand Porsche vivía en Feuerbacherweg 48, Stuttgart, medía 5'8″ (172-173 cm), tenía el pelo gris y los ojos azules, y aparecía inscrito erróneamente como "conductor" en lugar de como "constructor".
Porsche visitó las instalaciones de Ford en Detroit en 1936, debido posiblemente a la admiración que le causaba a Hitler el éxito de Ford y su modelo de automóvil masivo y económico. Ferdinand Porsche aprendió algunos conceptos de la productividad y administración de Henry Ford. También le sorprendió cómo los trabajadores y los directivos se trataban de igual a igual en muchos contextos; incluso él, a pesar de ser un dignatario visitante, tenía que llevar su propia bandeja en la cafetería y comer con los trabajadores.
La necesidad de aumentar la productividad se convirtió en uno de los principales intereses de Porsche. Los métodos convencionales para aumentar el rendimiento de las plantas de producción incluían jornadas laborales más largas, un ritmo de trabajo más rápido y nuevas técnicas de ahorro de mano de obra. En un principio, el proyecto KdF-wagen iba a ser una colaboración de los fabricantes de automóviles alemanes existentes, pero estos se retiraron del proyecto y se necesitó contratar mano de obra propia.

### Inicio de la Fábrica de Volkswagen

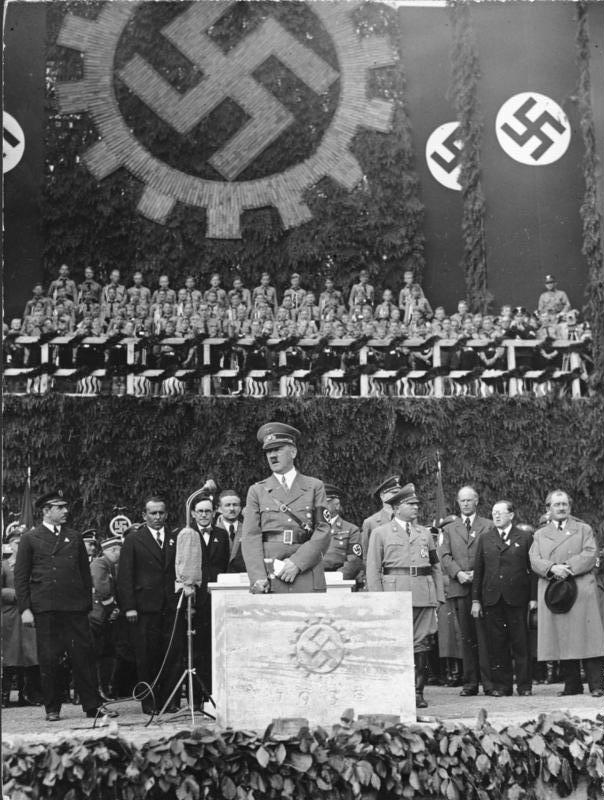
26 de mayo de 1938: Adolf Hitler coloca la primera piedra de la fábrica Volkswagen. Delante a la derecha Ferdinand Porsche

A partir de 1938, Ferdinand Porsche fue también director general y miembro del Consejo de Supervisión de Volkswagenwerk GmbH (la Fábrica de Volkswagen Sociedad Limitada), con sede en Berlín-Charlottenburg, que iba a fabricar el KdF-Wagen y surgió de la "Gesellschaft zur Vorbereitung des Deutschen Volkswagens GmbH" (Sociedad para la Preparación del Automóvil Popular Alemán ó GeZuVor). En los años siguientes se inició la construcción de la fábrica de Volkswagen (Volkswagenwerk) Stadt des KdF-Wagens bei Fallersleben ó la Ciudad del KdF-Wagen de Fallersleben (que se llamó Wolfsburgo a partir de 1945), la planta automovilística más moderna de Europa. Sin embargo, el KdF-Wagen nunca llegó a entregarse al público en los años que duró la guerra, aunque la tecnología que Porsche había ayudado a desarrollar se utilizó en el Kübelwagen y el Schwimmwagen para el ejército alemán.
En 1939 Porsche preparó el Type 64 para la Carrera Berlín-Roma de septiembre de 1939, un bólido aerodinámico que a veces es considerado el primer Porsche, con 50 CV y una velocidad máxima de 160 km/h. La carrera se canceló debido al estallido de la Segunda Guerra Mundial y el trabajo realizado en el Type 64 se usaría años más adelante para el Porsche 356/1 de 1948.
En 1940, fue nombrado profesor honorario del Instituto Técnico de Stuttgart (hoy parte de la Universidad de Stuttgart).

## Segunda Guerra Mundial y el Tercer Reich

### Participación en el Partido Nazi
Ante la insistencia de Hitler, Ferdinand Porsche renunció a su nacionalidad checoslovaca en 1934 y adoptó la alemana En 1937, Porsche se afilió al Partido Nacionalsocialista Obrero Alemán (NSDAP, número de afiliación 5.643.287). En 1938, junto con Ernst Heinkel, Willy Messerschmitt y Fritz Todt, fue galardonado con el Premio Nacional Alemán de las Artes y las Ciencias, recién creado por Hitler en 1937 cuya finalidad era rivalizar con el Premio Nobel. En 1938, recibió el ingreso honorífico a la Fraternidad Académica de Viena Bruna Sudetia, de la que también era miembro su yerno Anton Piëch, y se mostró a favor de la Anschluss (la "anexión" de Austria a la Alemania nazi tras ser invadida por las tropas de la Wehrmacht en marzo de 1938).
Porsche fue nombrado como Wehrwirtschaftsführer en 1939 (abreviado como WeWiFü o Líder de la Economía Militar), un título honorífico creado cuatro años antes por la Oficina Militar del Tercer Reich cuya intención era vincular a los líderes empresariales a la Wehrmacht (las Fuerzas Armadas Unificadas), es decir, dándole un rango casi militar a Porsche por su contribución industrial bélica. Ese mismo año fue galardonado con la Medalla Grashof de la Asociación de Ingenieros de Alemania.

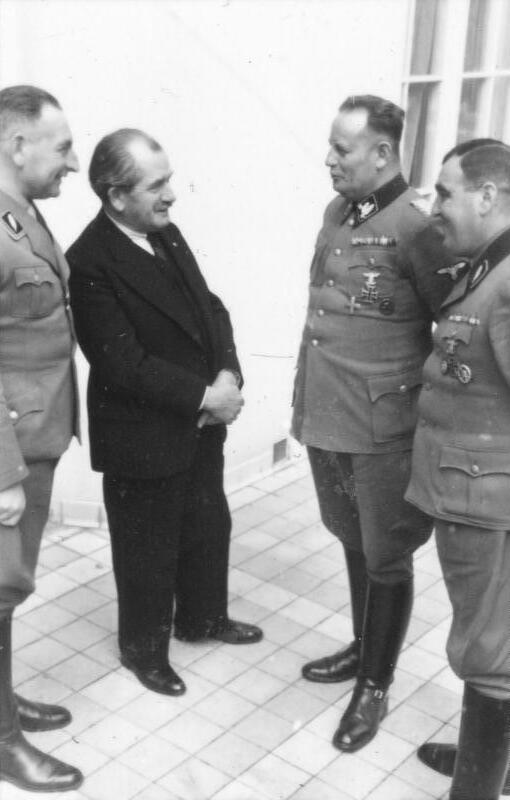
Ferdinand Porsche, segundo desde la izquierda, entre con el Brigadeführer-SS Walter Krüger en la inauguración en el patio de la Escuela del Cuerpo Técnico del Führer, Viena, 1941

De 1941 a 1943 fue nombrado presidente de la Comisión Panzer, un alto cargo en la economía de guerra. Más tarde fue nombrado miembro del Rüstungsrat (Consejo de Armamento de las Fuerzas Armadas Alemanas). Para entonces Porsche ya era el ingeniero favorito de Hitler y participó, entre otras cosas, en el desarrollo del vehículo blindado de combate Panzer VI Tiger.
A partir del 30 de enero de 1942, Porsche fue nombrado SS-Oberführer honorario de las Allgemeine SS, aunque se le concedió poder vestir sin uniforme. También se le otorgó en 1942 la Cruz al Mérito de Guerra de I Clase y el Anillo de honor de las SS (SS-Ehrenring) en marzo de 1944, aunque este anillo ya no se consideraba un alto honor en ese momento. En enero de 1943, por iniciativa de Porsche, la Volkswagenwerk asumió la responsabilidad empresarial de la fábrica de Peugeot en Sochaux, en la Francia ocupada por los alemanes.

### KdF-Wagen y vehículos derivados
La idea del "Coche del Pueblo" ó Volkswagen se remonta al Salón del Automóvil de Berlín de 1933, cuando el Canciller Adolf Hitler anunció dos importantes programas para la movilidad del pueblo alemán: un modelo de automóvil de producción masiva, y un patrocinio gubernamental en las carreras de automovilismo. Porsche ya había trabajado en prototipos para 1935 en la Villa Porsche en Stuttgart, había visitado la planta de Ford enviado por el Gobierno Alemán en 1936 y para 1939, cuando se produjo el estallido de la Segunda Guerra Mundial, ya tenía listas 630 unidades del que ya se denominaba KdF-Wagen ó Vehículo de la KdF (Kraft durch Freude, ó Fuerza a Través de la Alegría), financiadas gracias a un Plan de Ahorro Programado (denominado Volkswagen-Sparen ó el Ahorro para el Volkswagen) ampliamente difundido por la propaganda nazi desde agosto de 1938. Estas unidades, al igual que la producción de las siguientes, no fueron entregadas al público sino a la Wehrmacht, a pesar de que el programa contaba con aproximadamente 340.000 ahorradores.

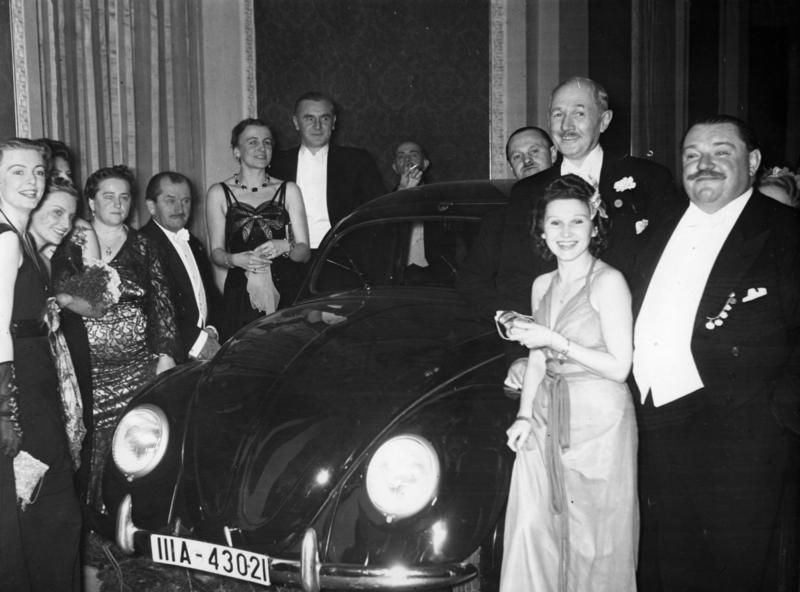
Ferdinand Porsche (5.º desde la izquierda) en el Baile de la Prensa de 1939, donde felicita a Elsa Ellinghausen (6.ª desde la izquierda) por haber ganado este Volkswagen. Con ellos Bengt Berg (3.º desde la derecha) y Heinrich George (derecha)

Esta migración de vehículo civil a militar, trajo consigo reformas y mejoras continuas, siendo uno de sus primeros resultados el prototipo Tipo 62, del que surgió el modelo Volkswagen Tipo 82 "Kübelwagen" (una derivación regresiva del término Kübelsitzwagen, que se traduce como carro de combate) del que se fabricarían más de 50.000 unidades con múltiples variantes entre 1940 y 1945, que incluían pruebas con transmisión automática o con sobrealimentación.

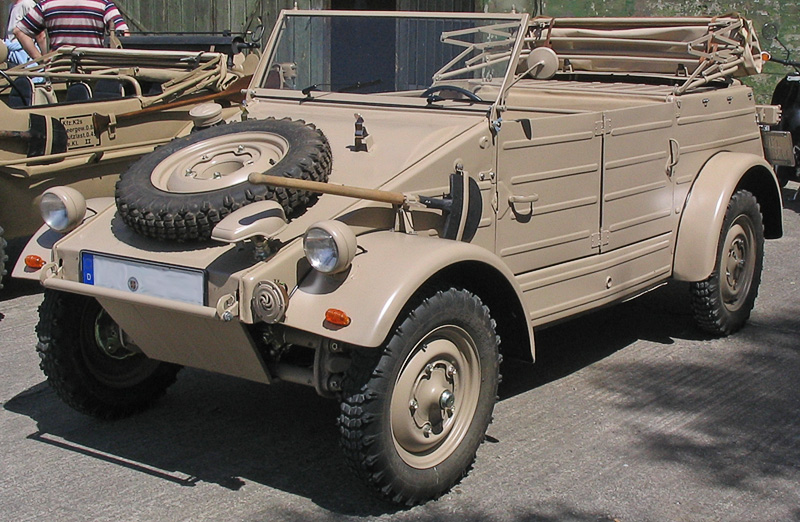
Volkswagen Tipo 82 "Kübelwagen"

En 1942, Ferdinand Porsche asumió el liderazgo del Departamento de Pruebas e Investigación (Pruva), el "Kraftfahrtechnische Lehranstalt der Waffen-SS" (KTL ó Instituto de Capacitación Técnica Automotriz de las Waffen-SS) en el cuartel de las SS en el Palacio de Schönbrunn (Viena). Entre otras cosas, la "Pruva" de la KTL de Viena operaba en la "Ciudad del automóvil KdF en Fallersleben" (posteriormente Wolfsburgo y actual sede central de Volkswagen), que se ocupaba del perfeccionamiento del Volkswagen Tipo 166 anfibio.
Al igual que el Tipo 166 Schwimmwagen, del Tipo 82 Kübelwagen se derivó un Tipo 84 Kommandeurswagen, una versión con tracción en las cuatro ruedas del Kdf-Wagen original (es decir, un Volkswagen Tipo 1 con tracción total) del que se produjeron 564 unidades.

### Carros de combate
El primer tanque de Porsche (Motor Typ 100) fue el prototipo VK 30.01 (P), del que se construyeron dos unidades. El trabajo en este vehículo comenzó muy poco tiempo después del estallido de la Segunda Guerra Mundial, y contaba con un sistema de dos motores V10 refrigerados por aire, conectados cada uno a un generador eléctrico, siendo susceptible a sufrir fallos por la complejidad de su planta motriz híbrida.
Se usó una planta motriz mejorada (Typ 101) para concebir a partir del VK 30.01 el VK 45.01 (P), un prototipo del que sólo se fabricaron alrededor de 10 unidades completas y 90 cascos adicionales. Este tanque, también conocido como Porsche Tiger, incorporaba nuevos requerimientos solicitados por el propio Hitler, como un blindaje más grueso. Dado que no se modificaron las fechas de entrega inicialmente previstas, el diseño resultó ser muy pesado para la configuración híbrida ideada por Porsche y de escasa fiabilidad debido a su naturaleza experimental y las prisas en su fabricación. El tanque, salvo el motor, era casi igual al VK 30.01. Todo esto llevó a que fallara en varias pruebas y se diera prioridad al diseño competidor de Henschel para su producción, convirtiéndose en el Tiger I.
Del VK 45.01 (P) se derivó el Elefant, un carro de combate de gran tonelaje apodado como Ferdinand. Finalmente, diseñó el vehículo blindado de combate super pesado Panzer VIII Maus, que nunca pasó de la fase de prototipo.

### Producción de la Bomba V-1
Anton Piëch, quien además de ser su yerno se había convertido en su mano derecha, fue nombrado por Porsche director de la planta de Fallersleben. Ambos se aseguraron de que la oficina de diseño en la Villa Porsche en Stuttgart, que era en la práctica el departamento de diseño de la fábrica de Volkswagen, recibiera los pedidos más lucrativos. Durante la Segunda Guerra Mundial, fue gracias a Piëch que la Volkswagenwerk (Fábrica de Volkswagen) se usara para la producción de armamento, incluida la Fieseler Fi 103 el "arma de represalia" también conocida como bomba voladora V-1. 
Para la bomba V-1, Porsche estudió la idea de incorporar un motor turborreactor, con el fin de ser usado también en su versión tripulada, el avión Fieseler Fi 103R (Reichenberg). Esta arma dirigida (la primera en su tipo), ya contaba con un motor pulsorreactor Argus As 109-014, y estuvo en servicio entre 1944 y 1945. El diseño del turborreactor, denominado Porsche 005 (RLM 109-005) estaba a cargo del Dr. Max Adolf Mueller, quien había participado en el desarrollo de los motores a reacción de Junkers y Heinkel. El diseño nunca pasó de la mesa de dibujo debido a que para marzo de 1945, proyectos como el Fieseler Fi 103R y sus pruebas resultaban inviables, peligrosos, y difíciles de llevar a cabo por la situación de Alemania, así que muchos desarrollos como el Porsche 005 quedaron inconclusos.

### Proyecto Ciudad de Trabajo de Fallersleben
Para lograr sus objetivos, Porsche siempre estuvo dispuesto a utilizar todos los medios que el régimen nazi le ofrecía y a activar todos sus contactos personales con Hitler y Himmler con el fin de obtener su apoyo. Con gran lealtad, no desinteresada, utilizó así también sus grandes habilidades para desenvolverse en el escenario de la política de guerra de la dictadura nazi.
En octubre de 1941, Porsche fue uno de los primeros dirigentes empresariales en solicitar personalmente a Heinrich Himmler prisioneros de guerra soviéticos para realizar trabajos forzados con el fin de ampliar la planta en la ya constituida Ciudad del KdF-Wagen de Fallersleben (Stadt des KdF-Wagens bei Fallersleben) como fábrica de armamento durante la guerra.
El 8 de abril de 1942, Porsche solicitó personalmente a Hitler la construcción del Campo de Concentración Arbeitsdorf, que terminó de funcionar en octubre de ese año, y cuya finalidad principal era extender la Volkswagenwerk (fábrica de Volkswagen) con la construcción de una fundición de aleaciones ligeras. A pesar del cierre de Arbeitsdorf, unas 20.000 personas —dos tercios de todos los que trabajaron en la durante la Segunda Guerra Mundial en Fallersleben— eran trabajadores forzados procedentes de Polonia, la Unión Soviética, Italia, Francia, Bélgica y los Países Bajos, así como "prisioneros de guerra de la Wehrmacht" alemana a los que se sumaban los reclusos remanentes del Campo de Concentración de Arbeitsdorf.
Según listas incompletas, en la Ciudad o Pueblo del Trabajo de Fallerleben murieron unos 500 prisioneros de guerra, deportados y reclusos de campos de concentración. En Rühen, las directivas de Volkswagenwerk conformadas por la GeZuVor (que incluía a Ferdinand Porsche y a Anton Piëch) ordenaron construir un "Centro de acogida de niños extranjeros" para los hijos de los trabajadores forzados, tal y como ordenó Fritz Sauckel en su calidad de Plenipotenciario General para el Despliegue de Mano de Obra. Murieron cientos de niños, y casi ninguno sobrevivió. El médico de las SS Hans Körbel, acusado como criminal de guerra por este hecho y ejecutado en la penitenciaría de Hamelin el 7 de marzo de 1947, declaró en su juicio que había informado a Porsche de la situación en el "hogar" en una reunión de altos mandos a finales de 1944. Por lo que se sabe, Porsche no tomó ninguna medida al respecto.
Un escrito sobre este periodo de la historiadora de Fráncfort Ursula Krause-Schmitt Mommsen señala:

"Ya en febrero de 1945, Porsche hizo traer prisioneros de los campos de concentración de Buchenwald. Debían ampliar los túneles de Eschershausen, cerca de Holzminden, a donde quería trasladar su producción de armamento."

### Final de la Segunda Guerra Mundial
Louise Piëch, la hija mayor de Ferdinand Porsche, tuvo la iniciativa de trasladar la oficina de Stuttgart a un antiguo aserradero de Gmünd de Zell am See, en Carintia (Austria) en 1943, a nombre de ella y de su esposo Anton Piëch, lo que posibilitó el traslado de toda la familia Porsche a Gmünd a comienzos de 1945, y administrativamente fue la parte subsidiraria que acabó convirtiéndose en la Porsche Holding que sobrevivió hasta la actualidad.
Hans Mommsen, coautor del libro La Fábrica de Volkswagen y sus Trabajadores en el Tercer Reich escribió:
"Ferdinand Porsche estuvo por última vez en la ciudad del KdF-Wagen el 11 de enero de 1945 y, aparentemente resignado, se retiró a Austria, donde experimentó el final de la guerra en Schüttgut de Zell am See"
El 16 de diciembre de 1944 Alemania comenzó una de sus últimas ofensivas en la Operación Norwind, que terminó replegando el 16 de enero de 1945, coincidiendo indirectamente con el traslado de Porsche a Austria a finales de ese mes.

## Después de la Segunda Guerra Mundial

### Prisión en Francia
Al final de la Segunda Guerra Mundial, Porsche se encontraba instalado en la sede de Porsche de Gmünd de Zell am See, a donde se había retirado en enero de 1945 huyendo de los posibles bombardeos, junto a sus hijos Louise y Ferry, gracias a que Louise había trasladado una gran parte de la División de diseño desde Stuttgart a Zell am See en 1943.
En noviembre de 1945, seis meses después de la captura soviética de Berlín y el suicidio de Hitler, Ferdinand Porsche (de 70 años) fue invitado por el ministro francés de Industria, Marcel Paulse, para que visitara las fábricas de Renault y así continuar con el diseño del Volkswagen en Francia, lo que incluiría el traslado del equipo de la fábrica desde Alemania como parte de las reparaciones de guerra.
Al llegar a Francia, también se pidió a Porsche que asesorara el diseño y fabricación de lo que se convertiría en el Renault 4CV, lo que provocó un grave conflicto con el antiguo héroe de la resistencia Pierre Lefaucheux.
Renault llevaba muy poco tiempo de ser una empresa nacionalizada tras la muerte de Louis Renault en extrañas circunstancias en octubre de 1944, luego de que se presentara voluntariamente a un juicio al haber sido acusado de traición y ser simpatizante del Partido Nazi, muriendo un mes después a causa de una uremia, producida por lesiones causadas tras una detención de la que nadie se hizo responsable. A su vez, Lefaucheux había sobrevivido de haber sido deportado al Campo de Concentración de Buchenwald al ser abandonado por soldados alemanes cuando lo transferían a Metz para ser interrogado en junio de 1944, y fue nombrado como director de Renault en septiembre (un mes antes de la muerte de Louis Renault), de forma que a Lefaucheux le enfurecía la idea de que alguien llegara a creer que el Renault 4CV pudiera tener algún tipo de inspiración o vínculo con el KdF-Wagen o de Volkswagen o con algún tipo de participación Nazi. El gobierno insistió en que se celebraran nueve reuniones con Porsche, que se llevaron a cabo en muy poco tiempo; Lefaucheux insistió en que las reuniones no influirían en absoluto en el diseño del Renault 4CV, mientras que Porsche predijo discretamente que el vehículo estaría listo para su producción a gran escala en un año. La influencia de Lefaucheux en el gobierno francés y las objeciones de la industria automovilística francesa sobre Renault, pararon el proyecto Volkswagen en Francia antes de poder comenzar.
El 15 de diciembre de 1945, por petición del ministro francés de Justicia, Pierre-Henri Teitgen, las autoridades francesas arrestaron en Baden-Baden a Ferdinand Porsche, Anton Piëch y Ferry Porsche como criminales de guerra, bajo la sospecha legítima de colaboración como amigos personales de Hitler. Se les acusó de haber organizado la deportación de trabajadores franceses a la fábrica de Volkswagen en Fallersleben y la deportación de directivos de la empresa Peugeot a un campo de concentración durante la ocupación de Francia. También se les responsabilizó del desmantelamiento y traslado de máquinas y utillaje de Peugeot a la fábrica de Volkswagen. El gobierno francés exigía el pago de 500.000 francos por cada uno de ellos, y Ferry fue liberado al cabo de 6 meses pudiendo pagar su fianza, mientras que Ferdinand y Anton fueron trasladados unos días a París y cumplieron 20 meses en Dijon. Según la familia Porsche, el asunto fue un intento muy poco disimulado de extorsionarlos y obligarles a colaborar con Renault para desarrollar el Renault 4CV incluso desde la prisión, pero la familia ocultó parte de la información sobre el uso de mano de obra forzada y el tamaño de su operación en tiempos de guerra. Significaba que faltaba aún 1'000,000 de francos como fianza para liberar a Ferdinand Porsche y a Anton Piëch.
Mientras su padre estaba en cautiverio, Ferry trabajó arduamente para mantener la empresa en funcionamiento y desarrolló un negocio de reparación de automóviles, bombas de agua y cabrestantes. Firmó un contrato con Piero Dusio gracias a la mediación de Carlo Abarth, para un auto de carreras de Gran Premio, el (Porsche) Type 360 Cisitalia. Ferry también empezó a trabajar en un nuevo diseño junto a Erwin Komenda, el Porsche 356, el primer vehículo producido en llevar el nombre de la marca Porsche AG y que basaba gran parte de su diseño en el proceso de desarrollo del Type 64 de 1938 incluidos todos los estudios de forma y aerodinámica. La empresa operaba en Gmünd (a donde se habían trasladado antes de terminar la guerra), llegando a fabricar 49 unidades del Porsche 356 en 1948 completamente hechas a mano.
Fue gracias al contrato del Cisitalia que Ferry pudo pagar la fianza para la liberación de Ferdinand Porsche y Anton Piëch en agosto de 1947. Porsche, refiriéndose al Type 360 Cisitalia, se mostró asombrado por la forma en que Ferry condujo la empresa familiar mientras él estuvo en cautiverio, asegurando que sus productos, así como el arduo trabajo y la administración, no diferían de lo que él mismo hubiera hecho, y afirmó que: "Yo lo habría construido exactamente igual, hasta el último tornillo". Durante un juicio se presentaron testigos para declarar que no se habían importado prisioneros franceses para trabajar en la planta como parte de la mano de obra esclava que trabajaba hasta morir como ocurría en cualquier fábrica alemana que tuviera una magnitud como la dirigida por la familia Porsche.

### Regreso a Stuttgart
En septiembre de 1948, Ferry Porsche firmó un pre acuerdo de lo que sería un gran contrato de 1949 con la fábrica de Volkswagen en Wolfsburgo (Fallersleben) a cargo del nuevo director general Heinrich Nordhoff, en la que se planeaba la producción masiva del Volkswagen Escarabajo y que se llevaría a cabo bajo la supervisión de la Ocupación Inglesa, un contrato en el que se pagaba por los servicios de diseño de Porsche incluyendo mejorar el Escarabajo. 
Todos los trabajos existentes que se habían comisionado anteriormente a Volkswagen se sustituyeron por una adjudicación de contratos individuales y de libre negociación. Además de estipular una cláusula de libre competencia para el uso de las patentes de Porsche, se acordó un canon de licencia del 0,1% del precio bruto de catálogo, lo que correspondía por ejemplo a 5 marcos en regalías por cada Escarabajo de 1950 en su versión básica. En diciembre de 1949 se firmó un nuevo acuerdo con un canon de licencia del 1% del precio bruto de venta de la versión estándar.
Por la cooperación con Volkswagen en mejoras para la producción del Escarabajo se acordó un canon mensual de 40.000 marcos y una representación exclusiva de Volkswagen en Austria a cargo de Louise Piëch, lo que constituyó la base financiera de la fábrica de automóviles de Stuttgart Dr. Ing. h. c. F. Porsche KG y de la empresa austriaca de comercialización de automóviles Porsche Holding, siendo entonces Stuttgart la sede de Porsche desde 1949. Sin embargo, las antiguas instalaciones originales de Porsche estaban ocupadas por las fuerzas estadounidenses, por lo que Ferry alquiló unos talleres a la empresa Reutter (fabricante de carrocerías para automóviles). Ferry trajo a la mayoría de sus empleados y abrió en septiembre de 1949. Uno de sus primeros trabajos al asentarse fue el desarrollo de un motor que se llamaría Carrera, que se usaría por primera vez en el Porsche 356A de 1955 .

### Últimos años
La salud de Ferdinand Porsche declinó rápidamente como resultado de su encarcelamiento; solicitó la ciudadanía austriaca pero fue rechazada porque ésta estaba prohibida hasta 1956 debido a la Ley Nacionalsocialista para las personas naturalizadas en el Reich alemán entre 1933 y 1938.
El 10 de junio de 1949, Porsche completó un formulario de inscripción de Procedimientos de Desnazificación. Tras la desestimación de su caso ante la Cámara Central de Juicios del Norte de Württemberg el 30 de agosto de 1949, Porsche no tuvo que pagar el costo del proceso que ascendía a unos 37.000 marcos alemanes, y regresó a Stuttgart desde Austria.
En noviembre de 1950, Porsche (de 75 años) volvió a la fábrica de Volkswagen en Wolfsburg por primera vez desde que dejó las instalaciones a finales de 1944. Allí conversó con Heinrich Nordhoff sobre el futuro de los Escarabajo, que ya se producía en grandes volúmenes. Unas semanas más tarde sufrió un accidente cerebrovascular del que no se recuperó.

## Muerte y legado

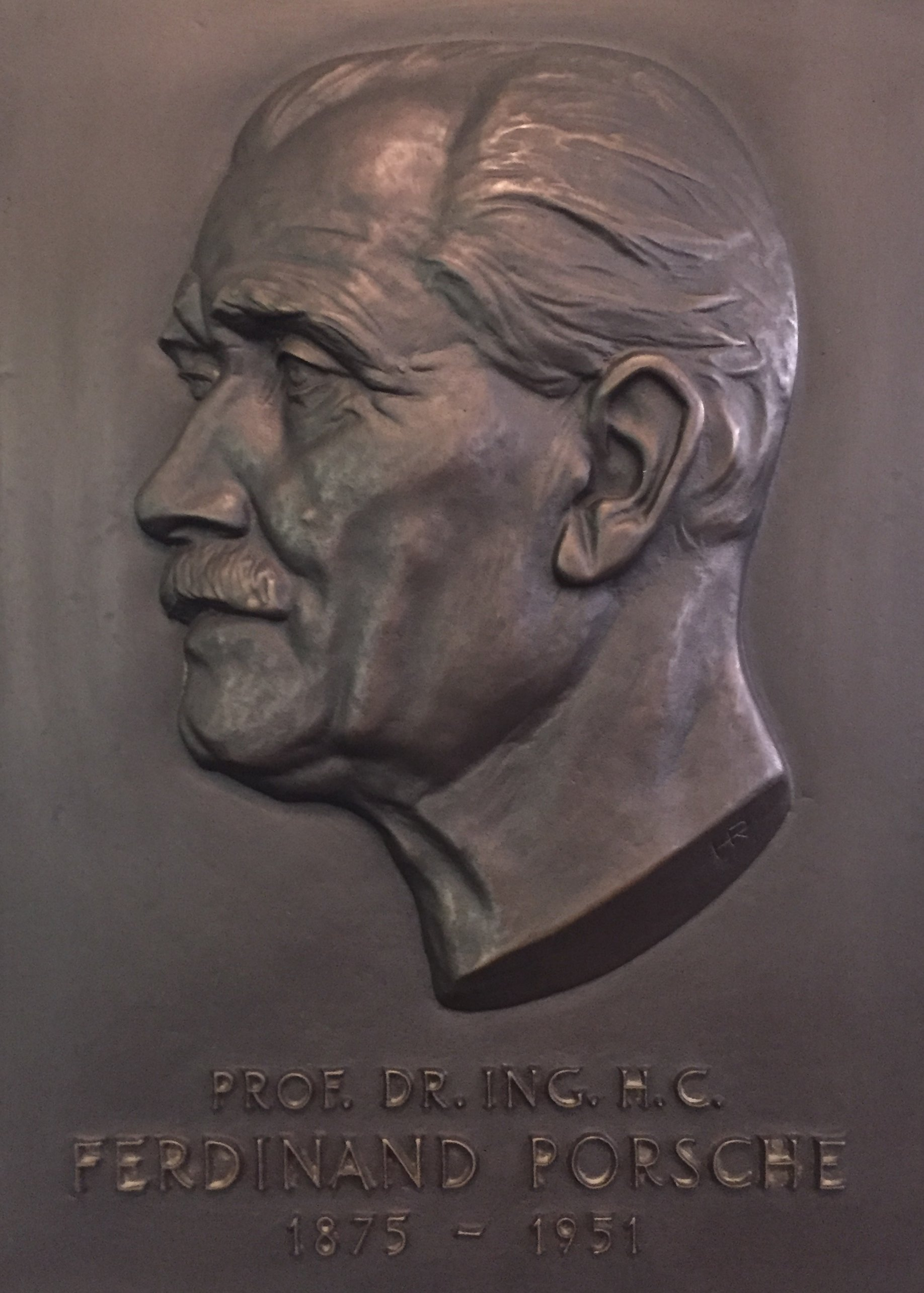
Placa conmemorativa del Prof. Dr. Ing. H. C. Ferdinand Porsche

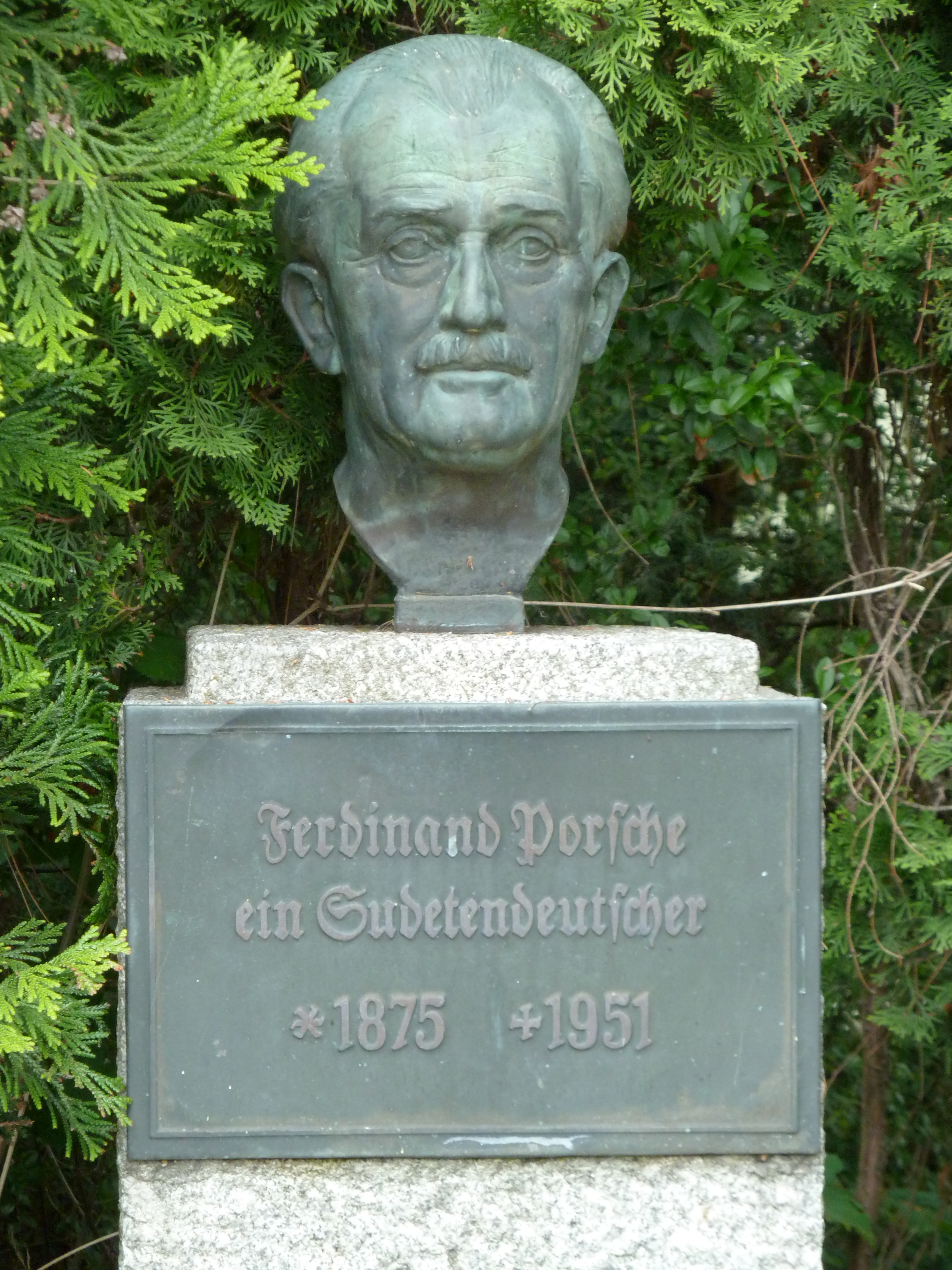
Busto de Porsche en Neugablonz

Ferdinand Porsche murió en Stuttgart el 30 de enero de 1951 a la edad de 75 años, pocas semanas después de haber sufrido un accidente cerebro vascular.
Su tumba se encuentra en una capilla de la propiedad familiar en Zell am See. La obra de su vida se exhibe en el Museo Porsche de Stuttgart, el Museo Porsche Automuseum de Gmünd y en tiene una exposición el Museo Casa Natal administrada por el Museo Škoda (a 32 kilómetros del mismo), en Vratislavice nad Nisou. También está el museo Fahr(T)raum ("Viaje por el Espacio") de su nieto Ernst Piëch  en Mattsee.

### Familia Porsche
Ferdinand Porsche era hijo de Anna Ehrlich (1950-1919) y Antonius Porsche (1845-1908), fue el tercero de cinco hermanos que eran Anna (1871-1943), Antonius Ferdinandus (1873-1888, murió en un accidente en el taller de su padre Anton), Hedwig (1878-1949) y Oskar (1881-1941).
En 1903, Ferdinand Porsche se casó con Aloisia Johanna Kaes de Purschau (1878-1959), cerca de Tachau.
En 1904 nació su hija Louise Hedwig Anna Wilhelmine Maria Porsche (más tarde Louise Piëch, 1904-1999). Louise se casó en 1928 con Anton Piëch (Viena, Austria, 1894-1952), quien se convirtió en la mano derecha de Ferdinand Porsche y en uno de sus socios. Sus hijos son Ernst Piëch (1929-), Louise Piëch (1932-2006), Ferdinand Piëch (1937-2019) y Hans Michel Piëch (1942-); Ferdinand Piëch fue otra pieza clave en la historia del automovilismo y se le acredita por el crecimiento de Audi, así como por ser CEO del Grupo Volkswagen durante su etapa de expansión, nominado como el Empresario automotriz del siglo y también perteneciente al Salón Internacional de la Fama del Automovilismo desde 2014.
Su hijo Ferdinand Anton Ernst ("Ferry") Porsche nació el 19 de septiembre de 1909 (murió el 27 de marzo de 1998 a los 88 años). El día de su nacimiento, Ferdinand se dedicaba a correr en Semmering, a 40 km de su hogar, en un Austro-Daimler Maja. Recibió la noticia del nacimiento de su hijo por telegrama. Ferry creó junto a su padre la marca Porsche AG en 1931, creando el primer vehículo de producción en serie de la marca, el Porsche 356, así como el Type 911 en 1963, el Porsche 911 producto insignia de Porsche.
En la votación organizada por la Global Automotive Elections Foundation, el Volkswagen Escarabajo terminó en 4° puesto como Automóvil del Siglo XX, y el Porsche 911 en 5° lugar.

### Ferdinand Porsche y el nazismo
La implicación de Porsche con el régimen nazi se juzga de distintos modos. El historiador de Bochum, Hans Mommsen, que dirigió un proyecto de investigación sobre la historia de Volkswagen por encargo de Volkswagen AG, describió a Porsche como un "tecnócrata que ciertamente no era un criminal de guerra". En cambio, los críticos y miembros del Partido Verde del ayuntamiento de Wolfsburgo en 1988,  atribuyeron a Porsche complicidad personal en el sufrimiento de los trabajadores forzados y los prisioneros de los campos de concentración.
En 1977 se nombró Liesing, distrito de Viena,  la calle Porschestraße (Calle Porsche). En 2010, la calle Prof.-Porsche-Strasse de Klagenfurt pasó a llamarse Porschestrasse (en honor al automóvil desarrollado por Porsche), tras la presentación de un informe de una comisión sobre los nombres de las calles.
En Wolfsburgo, varios edificios y un monumento conmemoran a Porsche. En 1951 –sólo unas horas después de la muerte de Porsche– la calle principal recientemente construida pasó a ser llamada Porschestraße. Una escuela secundaria que existió hasta 2014 se llamó Ferdinand-Porsche-Realschule y un estadio se llama Porsche-Stadion. En el ayuntamiento de Wolfsburgo hay un busto de bronce de Ferdinand Porsche.
El 22 de diciembre de 2022, el Senado de la ciudad de Linz decidió, a partir de un Informe sobre Nombres de Calles de Linz, que se cambiarían cuatro nombres de calles clasificados como especialmente cuestionables. Entre ellas se encontraba Porscheweg, fue nombrada en 1954 (entre las calles Siemensstrasse y Daimlerstrasse), porque la persona que le dio el nombre tenía "una función central en la economía de guerra nazi" y "promovía activamente los trabajos forzados". Por resolución del Senado de la ciudad de 2 de marzo de 2023, Porscheweg pasó a llamarse Wittgensteinweg con efectividad desde el 3 de abril de 2023.

### Museo Casa Natal
La casa donde nació Ferdinand Porsche en Maffersdorf/Vratislavice nad Nisou (un distrito autónomo de Liberec) fue adquirida por Škoda en 2011 (marca de automóviles de origen checo que es subsidiaria del Grupo Volkswagen).
La casa fue objeto de protestas por sobrevivientes locales de la Segunda Guerra Mundial quienes aseguraban que se estaba promoviendo el nazismo mostrando carteles conmemorando la vida de Porsche ocultando su pasado. En 2013 las autoridades de la ciudad quitaron los carteles y cambiaron el contenido de una exhibición local para que abarcara no solo su logros automotrices, sino también su pertenencia al Partido Nazi y a las SS, y la importancia de su trabajo para la causa de la Guerra nazi. La medida fue criticada por la asociación local de propietarios de automóviles Porsche como una "tontería y con la intención de manchar el nombre de Porsche".
Las controversias llevaron a que Porsche AG retirara los ejemplares que había proporcionado anteriormente para el museo.
La casa fue completamente demolida en 2015, vuelta a construir y diseñada como Museo Škoda con una exposición permanente sobre Porsche. Una placa conmemorativa del artista Ubbo Enninga, de Stuttgart, permanece en la edificación desde el 9 de septiembre de 2000.

### Reconocimientos por sus logros como ingeniero
- Premio Pöting como el Ingeniero automovilístico más importante de Austria (1905)[17]
- Doctor honoris causa en Ingeniería de la Universidad Técnica de Viena (1917)[20]
- Doctor honoris causa en Ingeniería de la Escuela Técnica de Stuttgart (1924)[37]
- Medalla Wilheim Exner (1936) por su excelencia en ciencias e investigación[10]
- Premio Nacional Alemán de las Artes y las Ciencias (1938)[69]
- Medalla Grashof (1939) de la Asociación Alemana de Ingenieros
- Profesor honorario de la Escuela Técnica de Stuttgart de 1940.[66]
- En 1996, Porsche fue incluido en el Salón Internacional de la Fama del Automovilismo[6][7]
- En 1999 recibió a título póstumo el premio como Ingeniero Automotriz del Siglo[8]

### Patentes
- Motor de cubo de rueda en 1896 (Patente austríaca AT-19645 registrada en 1902)[107]
- Electromóvil Lohner-Porsche (1899)[16]
- Control Automatizado de dinamo para accionamiento gasolina-eléctrico (Patente austríaca AT-1903-19327 registrada en 1903)[108]
- Propulsión de barcos con varios motores eléctricos (Patente austríaca AT-1909-43806 registrada en 1909)[108]
- Propulsión de hélices de aviones con dos motores (Patente austríaca AT-1912-64392 registrada en 1912)[108]
- Barra de torsión (1931, DRP 623747)[109]
- Motor central en autos de carrera (1933, DRP 692180)[110]
- Dispositivo automático para evitar el derrape en las ruedas motrices (1937, DRP 695718)[111]
- Sistema sincronizador de caja manual de cambios (1947)[2]

## Vehículos de Ferdinand Porsche
Los vehículos con marca Porsche o desarrollados por Porsche AG no deben confundirse con los diseñados o creados con participación de Ferdinand Porsche.
- Egger-Lohner C.2 Phaeton (1899) Carruaje experimental con motores eléctricos Porsche
- Lohner-Porsche Mixte Hybrid (1901) Primer vehículo de motorización híbrida
- Austro-Daimler Mod. 28/32 Maja (1907) Primer auto completamente a gasolina de Porsche
- Austro-Daimler Mod. 27/80 (1910) auto de carreras apodado Prinz Henrich
- Austro-Daimler tren Landwehr (1912, "Landwehr-zug") Tractor de motorización híbrida para pasajeros, con posibilidad de usar varios vagones y de uso vial o ferroviario, conocido como el Landwehr A
- Austro-Daimler Landwehr B y C (1915) desarrollado junto a Škoda como conversión del Landwehr a Tractor de artillería.
- Austro-Daimler ADS R "Sascha" (1922), vencedor en la Categoría 1100cc de la Targa Florio de 1922
- Mercedes Carrera Targa Florio (1924), terminó el trabajo comenzado por Paul Daimler, incluyendo finalizar el diseño del motor e incorporar un supercargador tipo Roots
- Mercedes 15/70/100CV (1924), luego Mercedes-Benz Type 400 (1926)
- Mercedes Monza (1924), auto de carreras de 8 cilindros y supercargador de 2L
- Mercedes 24/100/140 PS (1925), luego Mercedes-Benz Typ 630 (1929)
- Mercedes-Benz 26/120/180 (1927)
- Mercedes-Benz W06 Serie S 27/140/200 Mercedes-Benz SS, Mercedes-Benz SSK (1928)
- Mercedes-Benz “Nürburg” 460 (1928)
- Steyr-Werke AG Type Austria 21/100 (1929, no se inició su producción)
- Zundapp (Porsche) Type 12 (1931-1932), vehículo encargado por Fritz Neumeyer a Porsche. 3 unidades terminadas, y antecesor conceptual del Volkswagen Tipo 1.
- Auto Union P-Wagen Type A (Porsche Type 22), B, C, D (1934-1938)
- Porsche 114 (1938) concepto de auto deportivo con motor 1.5L en V10
- Porsche 64 (1939, también Porsche Type 64 y VW Typ 60K10)
- KdF-wagen / Volkswagen Type 1 (1938)
- VK4501 (P) (1941, también conocido como Porsche Tiger)
- Panzerjäger Tiger (P) (1944, bautizado como Ferdinand y luego apodado Elefant, 91 unidades)
- Panzer VIII Maus (1944) 2 prototipos del Carro armado (tanque) más pesado jamás concebido